# テキサス大学アーリントン校
テキサス大学アーリントン校（英語: The University of Texas at Arlington）は、アメリカ合衆国テキサス州アーリントンに本部を置くアメリカ合衆国の州立大学。1895年創立、1895年大学設置。略称はUT Arlington、Texas ArlingtonおよびUTA。
1895年にアーリントン・カレッジ（Arlington College）という陸軍士官養成学校として開校。1902年にカーライル陸軍士官学校（Carlisle Military Academy）、1913年にアーリントントレイニングスクール、そして1916年にアーリントン陸軍士官学校（Arlington Military Academy）と名前を変えた。1917年にテキサスA&M大学の分校（北キャンパス）として組み込まれるが、カレッジステーションキャンパスばかりに重点をおくA&Mの方針から徐々に距離を置くようになった。1965年4月23日、テキサス大学システムに入り1967年に現在の名称（The University of Texas at Arlington）となった。現在は11の学部、48の学科からなる総合大学。スポーツチームおよび学生一般の呼称としてマーベリックス（[Mavericks）あるいは省略形のマブズ（Mavs）が用いられる。1999年、隣接都市のフォートワースにキャンパスを設置。学校カラーは青色でマスコットはブレイズと呼ばれる馬。
開校当初から陸軍系の学校であった伝統は現在も引き継がれ、陸軍予備役将校訓練課程（ROTC）および空軍予備役将校訓練課程（AFROTC）が設置されている。
工学系、看護学系の評価が高く、宇宙工学は常に全米のトップ5。コンピュータ工学、ソフトウェア工学では全米のトップ20に顔を出すこともある。またTXDOT（Texas Department of Transportation）職員の30%以上が同校出身者であり、Department内最大の学閥である。
2016年2月、カーネギー評価でアメリカの大学の第一群（Tier-1）の仲間入りをした。
2019年の春の時点で学生数は43,939だった。

## 歴史

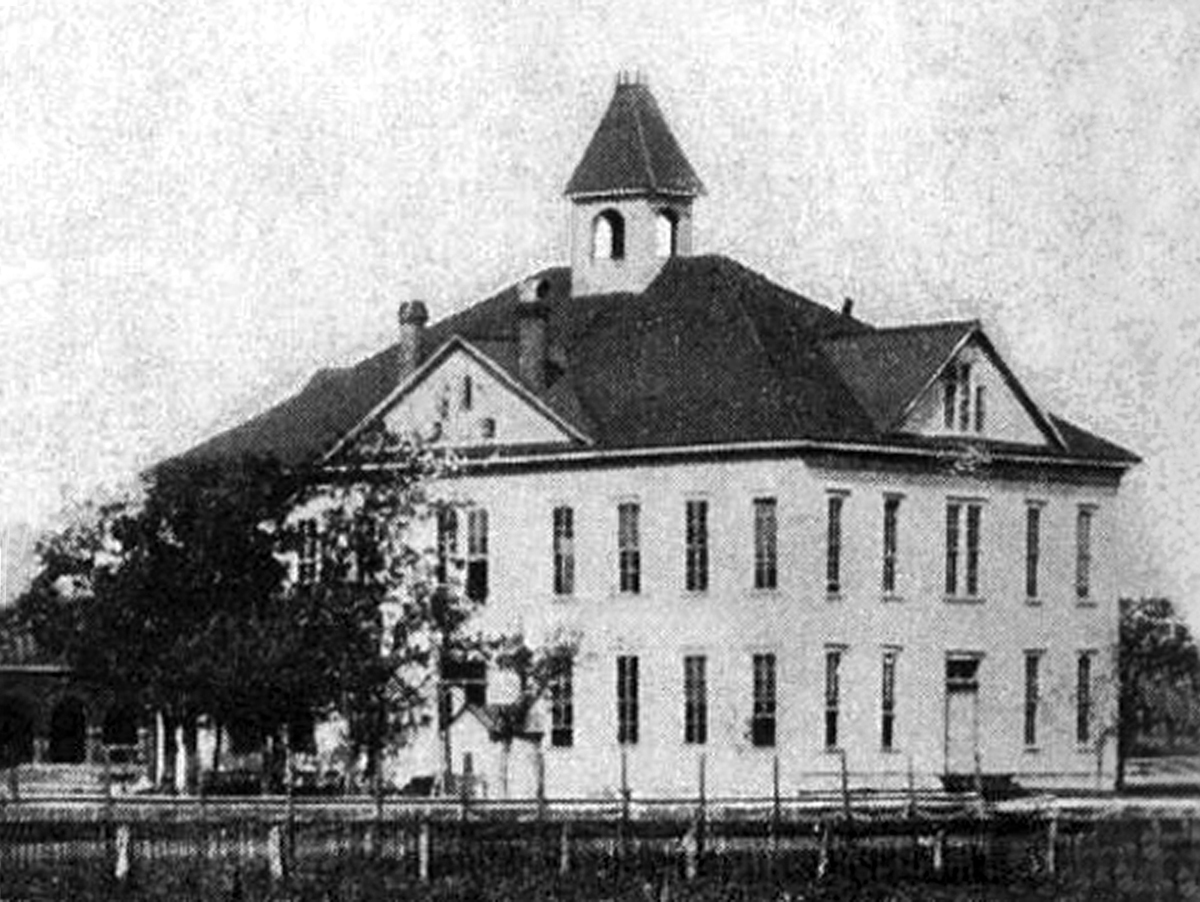
アーリントン大学のキャンパスに最初に建てられた校舎。本館は1895年秋に開校した。現在のカレッジホールの真向かいに位置するカレッジセンターの場所に位置していた。

参照文献：英語:en:History of the University of Texas at Arlington (1895–1917)

### 設立（1895–1916）
大学の歴史は、1895年9月のアーリントン大学の開校にさかのぼる。アーリントンカレッジ（英語:Arlington College）は、初等から中等レベルの生徒のための私立学校として設立され、現代の1年生から10年生に相当する。当時、アーリントン市の公立学校制度は、資金不足と人員不足の状態にあった。地元の商人、エドワード　エメットランキン（Edward Emmett Rankin）は、市内の仲間の市民を組織して資材を寄付し、現在のキャンパスがある現在の校舎を建設するために土地を寄付をした。
また、ランキン（英語:Rankin）は、アーリントンの公立学校の2人の校長であるリーモーガン ハモンド（英語:Lee Morgan Hammond）とウィリアムマーシャルトリンブル（英語:William Marshall Trimble）に対して、アーリントンカレッジへの投資と同じ地位の保持を確信させた。 最初の数年間において、75人から150人の学生がアーリントンカレッジへ入学した。 公立学校は、アーリントンカレッジのキャンパスにおいてスペースを貸し始め、1900年に、最終的にはアーリントン市に売却された。 公立学校の建物は非常に安全な状態でなくなったため、1902年にアーリントン独立学区が設立されるまで、1901年から1902年までの期間、アーリントンカレッジのすべてのスペースが貸し出されていた。 公教育システムは改善する予定であったが、アーリントンカレッジが閉鎖され、不動産はジェームズ　マッコイ　カーライル（英語:James McCoy Carlisle）に売却された。

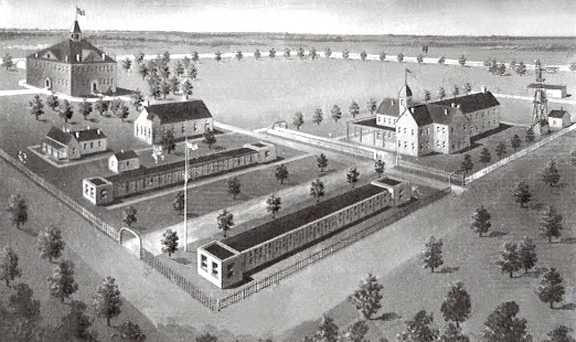
カーライル陸軍士官学校、1911年撮影

カーライルは既にノーステキサス地域で尊敬される教育者として地位を確立し、1902年の秋にカーライル陸軍士官学校（英語:Carlisle Military Academy）を開校した。 彼のプログラムは、コースワークと軍事訓練とで構成されていた。カーライル陸軍士官学校への入学者は、1905年までの間で150人までに増えた。そして、カーライルはキャンパスの大規模な拡張を試みた。 野球、サッカー、バスケットボール、および陸上競技は、1904年から1908年の間に始まった。 それと同時に、新しいバラック、陸上競技場トラック、体育館、そして屋内プールが建設された。 カーライル陸軍士官学校は、アメリカ国内での最高レベル校の1つの学校として知られるようになった。  しかしながら、施設の拡大に伴い入学者数は増えず、カーライルは深刻な財政問題に直面した。  
学校施設の不動産ローンの訴訟は1911年に提起され、カーライル陸軍士官学校は1913年に閉鎖された。 1913年の秋、 ヘンリーカービーテイラー（英語:Henry Kirby Taylor）は、ノースウェスト州立教師大学（英語:the Northwest State Teachers' College）の学長を務めたミズーリ州からアーリントン市へと移り、 アーリントントレーニングスクール（英語:Arlington Training School）と呼ばれる別の軍士官学校を設立した。彼はまた、学校設置者として、財政と学校施設を管理するように要求された。1914年から1915年までには、アーリントントレーニングスクールのキャンパス規模は10エーカー (40,000 m2)となり、95人の学生が在籍する学校となった。1915年、アーリントントレーニングスクールは、既存の建物を改善するための資金を調達するために学校法人とされたが、さらに財政問題が発生し、一連の訴訟が提起された。その後、テイラーはアーリントンを去り、学校側はジョンB.ドドソン（英語:John B. Dodson）を雇い、1916年から1917年にかけてアーリントン陸軍士官学校（ 英語:Arlington Military Academy）と呼ばれる3番目の軍事官学校が設立された。しかし、入学者数は非常に少なく、アーリントン陸軍士官学校は1年後に閉鎖された。

### テキサスA&Mユニバーシティシステム（1917–1965）

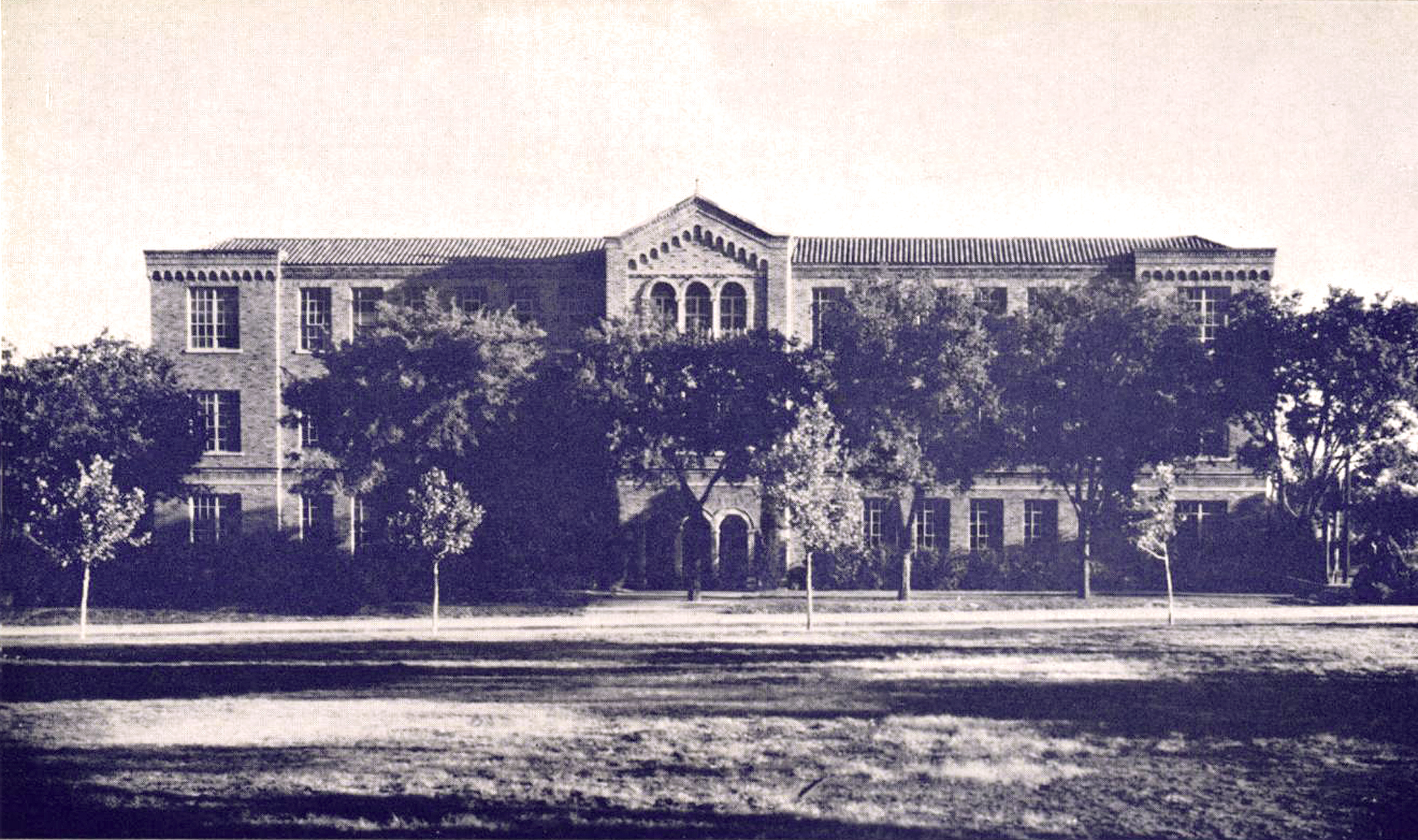
ノーステキサス農業大学のサイエンス学科の校舎、1941年撮影。建物は1928年に建てられ、プレストンホールと名された。 テキサス大学アーリントン校のキャンパスに現存する最も古い建物の1つである。

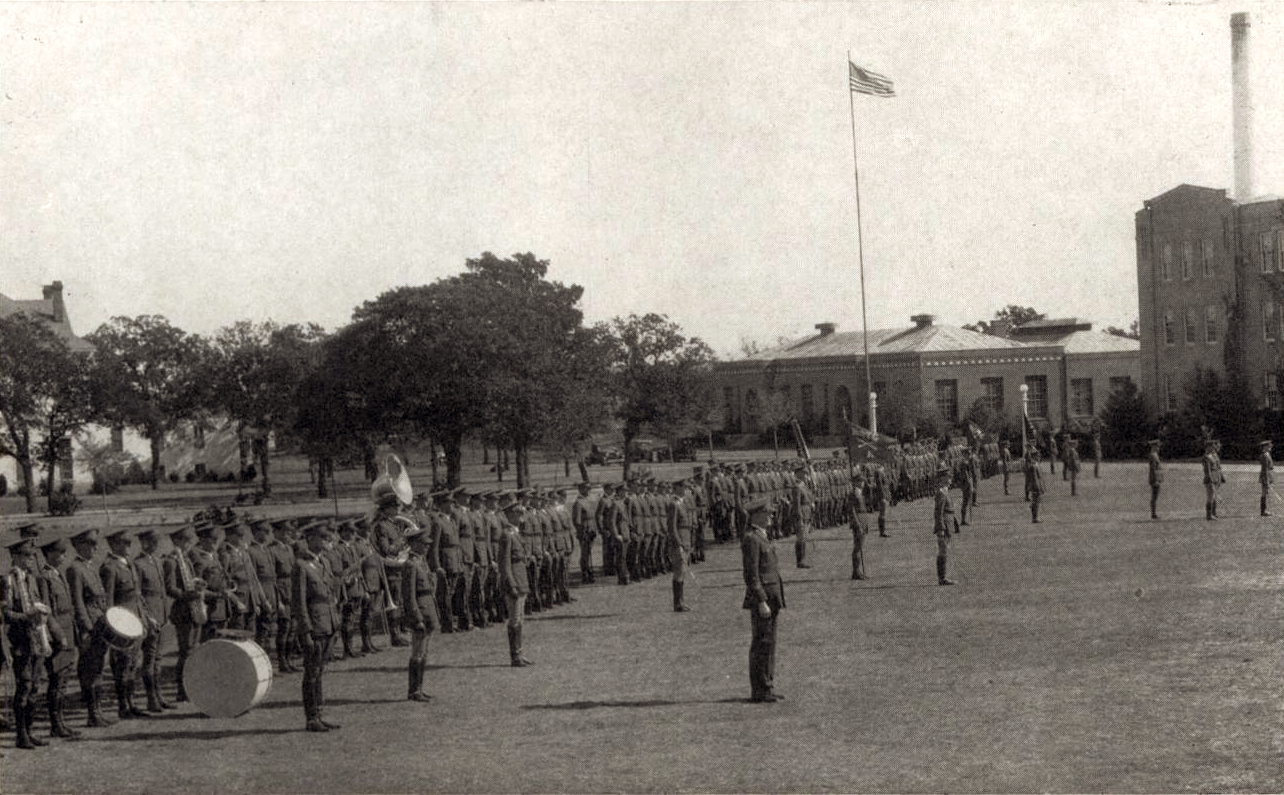
NTACの士官候補生隊、1920年代

20世紀に入ってから、大学施設を公立の短期大学へと見なす可能性が議論されてきた。1917年までには、カレッジステーション（英語:College Station）市に存在するテキサス農業機械大学（英語:the Agricultural and Mechanical College of Texas）は過密状態となり、また、テキサス農業機械大学は1つのブランチキャンパス、プレーリービューA&M（英語:Prairie View A&M）キャンパスのみ所有している状態であった。弁護士であり教育の擁護者であったビンセントウッドベリーグラブ（英語:Vincent Woodbury Grubb）は、アーリントン市の当局者を集め、州議会に働きかけ、新しい短大を創設した。アーリントンキャンパスは、テキサス農業機械大学のブランチキャンパスとして設立され、グラブボケーショナルカレッジ（英語:Grubbs Vocational College）と呼ばれた。マイロン・L・ウィリアムズ（英語:Myron L. Williams ）が、その短大校の初代学長に任命された。 学生は、高校または短期大学のプログラムに在籍していること、そして、すべての男子学生は士官候補生であることが要求された。そして、その大学名は、1923年に再びノーステキサスアグリカルチュラルカレッジ （ 英語:North Texas Agricultural College (NTAC)）に変わった。 1925年、エドワードエベレットデイビス（英語:Edward Everett Davis）は、ウィリアムズの後を継ぎ、学部長の地位を21年間維持した。  
デイビスは継続的に、学生、教職員、そして学校施設の質の向上に取り組んだ。世界恐慌により資金が大幅に削減され、学生数が減少したため、専門技能を学ぶクラスよりも、より一般的な大学のコースが徐々にNTACのカリキュラムに導入された。第二次世界大戦中においては、NTACは、「戦争プログラム英語:”war program”」に焦点を当て学生を訓練し、1943年において、131の大学へと提供されたV-12海軍大学トレーニングプログラムへ参加した。また、1943年に、デイビスは、1942年において学籍係であったアーネストヘレフォード（英語:　Ernest H. Hereford）に副学部長に任命した。 1946年においてデイビスが退職した後、ヘレフォードはNTACの学部長に任命された。
1948年、テキサスA&Mシステム（英語:the Texas A&M System）が構成され、ヘレフォードはNTACの初代大学学長に指名された。1949年、農業の分野がもはや大学カリキュラムの重要な部分ではなくなったという事実を反映し、大学名はNTACからアーリントン州立大学 （ 英語:Arlington State College（ASC） ）へと変更された。 ASCを4年制度大学機関へと変える試みが始まったが、ASCがカレッジステーションのテキサスA&Mキャンパスよりも大きくなる可能性があるため、テキサスA&Mシステムの執行部はこの考えを検討することを拒否した 。1950年代のアーリントン市の成長により、ASCは大幅に拡大した。ASCの学生数は、1952年から1959年にかけ、1,322人から6,528人へと増加た。それに伴い、学校敷地も拡大され、多くの建物が建設された。1959年、ASCを4年制度大学機関へとする本格的な取り組みを始めるため、ジャックウルフ（英語:　Jack Woolf）が大学学長に任命された。1959年4月27日、テキサス州議会において、ASCを4年制度大学機関へとすることが承認された。1963年の秋には、ASCへの入学者数は9,116人に達し、カレッジステーションのテキサスA&Mキャンパスの学生数を超えた。このASCの大きな成長のため、テキサスA＆Mシステムは、テキサスA&Mシステムの再編成を提案したが、テキサスA&Mシステムの学長であるジェームズアールラダー（英語:　James Earl Rudder）は、ASCを大学院プログラムのある大学へと発展させることを拒んだ。ラダーとテキサスA&Mシステムの取締役会は、ASCをカレッジステーションのテキサスA&Mキャンパスへの威圧的な行為と見なし、ASCへの建設資金を差し控え、そして学位の取得を阻止した。

### テキサス大学システム（1965–現在）

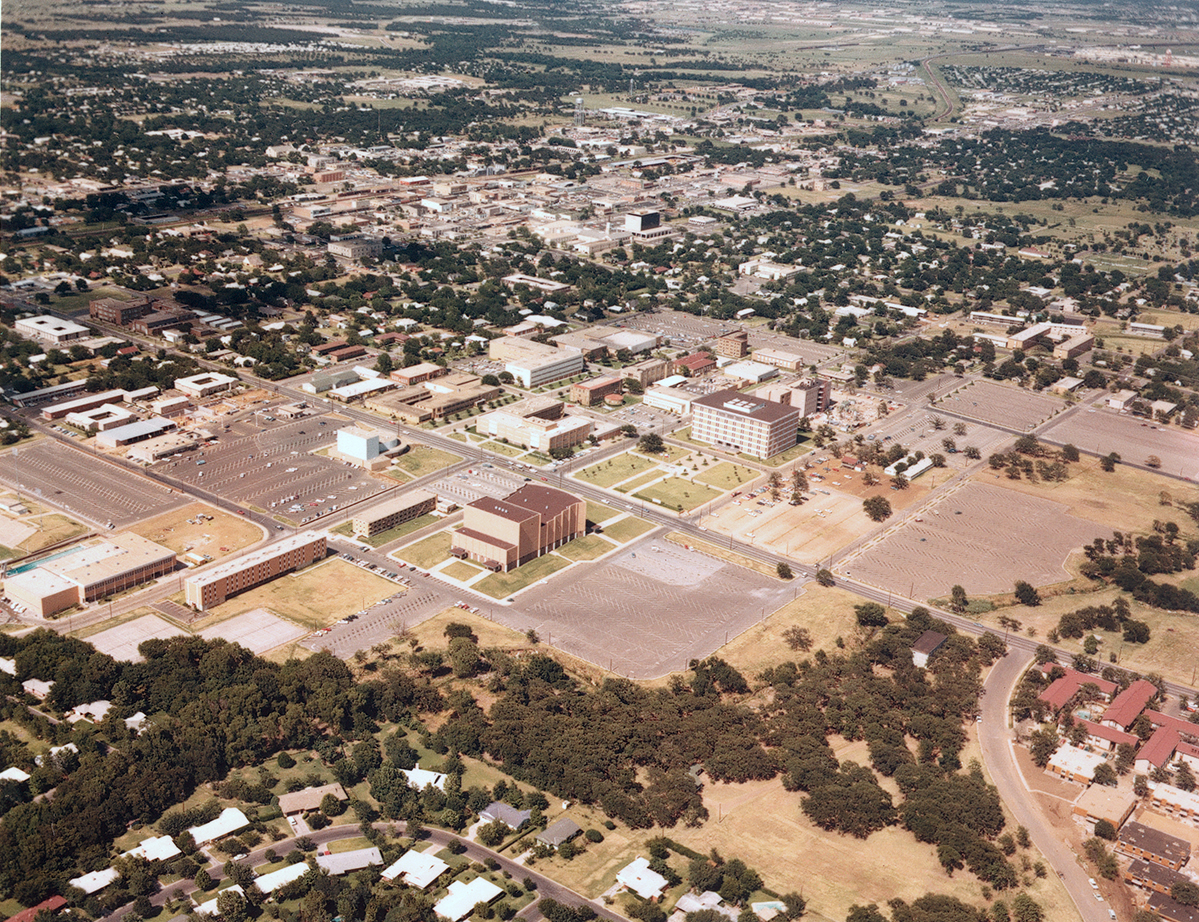
1967年のテキサス大学アーリントンキャンパス

ASCの大学発展を阻止するという、テキサスA&Mシステム大学統治委員会の試みに対し、ASCの職員と多くのアーリントン市民は、ジョンコナリー知事（英語:　John Connally）とテキサス州議会の主要メンバーの支援を求めた。この働きにより、ASCはテキサスA&Mシステムを離れ、テキサス大学システム（ 英語:　University of Texas System）UTシステムへ参加した。1965年9月1日、テキサス州内のいくつかの大学システムを再編成する計画の一環として、ASCは正式にUTシステムの一部となった。1976年、UTシステム内の新たなメンバーシップを反映するために、ASCは現在の大学名、テキサス州立大学アーリントン校（英語:　The University of Texas at Arlington）を採用した。
ASCのUTシステムへの参加は、ASCつまりthe University of Texas at Arlington（UTアーリントン）への影響を及ぼした。1966年、UTアーリントンには大学院が設立され、6つの修士号の取得プログラムとともに、キャンパス内への新たな建設プロジェクトが開始された。1969年、エンジニアリング学部に最初の博士号（PhD）プログラムが承認されたのは、キャンパス内の他の学部の先例となる画期的なイベントであった。
キャンパスの伝統として、南軍のシンボルや模擬奴隷売買を含む、1951年に始まった反逆テーマをめぐっての論争は1960年代後半に噴火した。フランクハリソン大学学長（英語:　Frank Harrison）は、数年間、学生に別のテーマを選択する機会を与えようと試み、その結果、UTシステムは反政府勢力を廃止することができた。マーベリック（英語:　Maverick）のシンボルは、1971年の学生投票後により、UTアーリントンのシンボルとして採用された。
ウェンデルネダーマン（英語:　Wendell Nedderman）は、1972年から1974年まで大学学長代行を務め、1974年から1992年まで大学学長を務めた。ネダーマンは大学学長任務期間、大学の成長共に教育向上に焦点を置いた。ネダーマンの貢献により、大学院生の学生数は936人から4,200人へと増加し、大学全体の入学者数は25,135人へと達した。博士課程の追加共に、教職員の研究と出版物は、科学、工学、ビジネス、ソーシャルワーク、そして公共及び都市管理の分野が強くなった。高等教育に関するテキサス選択委員会は、1987年にUTアーリントンを新興の研究機関として認めた。UTアーリントンは、前学長のジェームススパニオロ（英語:　James D. Spaniolo）とビスタカバリ（英語:　Vistasp Karbhari）のリーダーシップのもとに、入学学生数は大幅に増加し、それと共に大学研究は急速に発展した。キャンパス敷地も拡大し、多くの建物と学生寮が建てられた。

## キャンパス

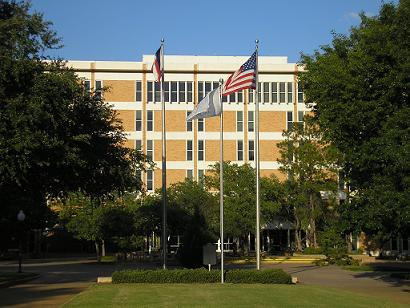
図書館

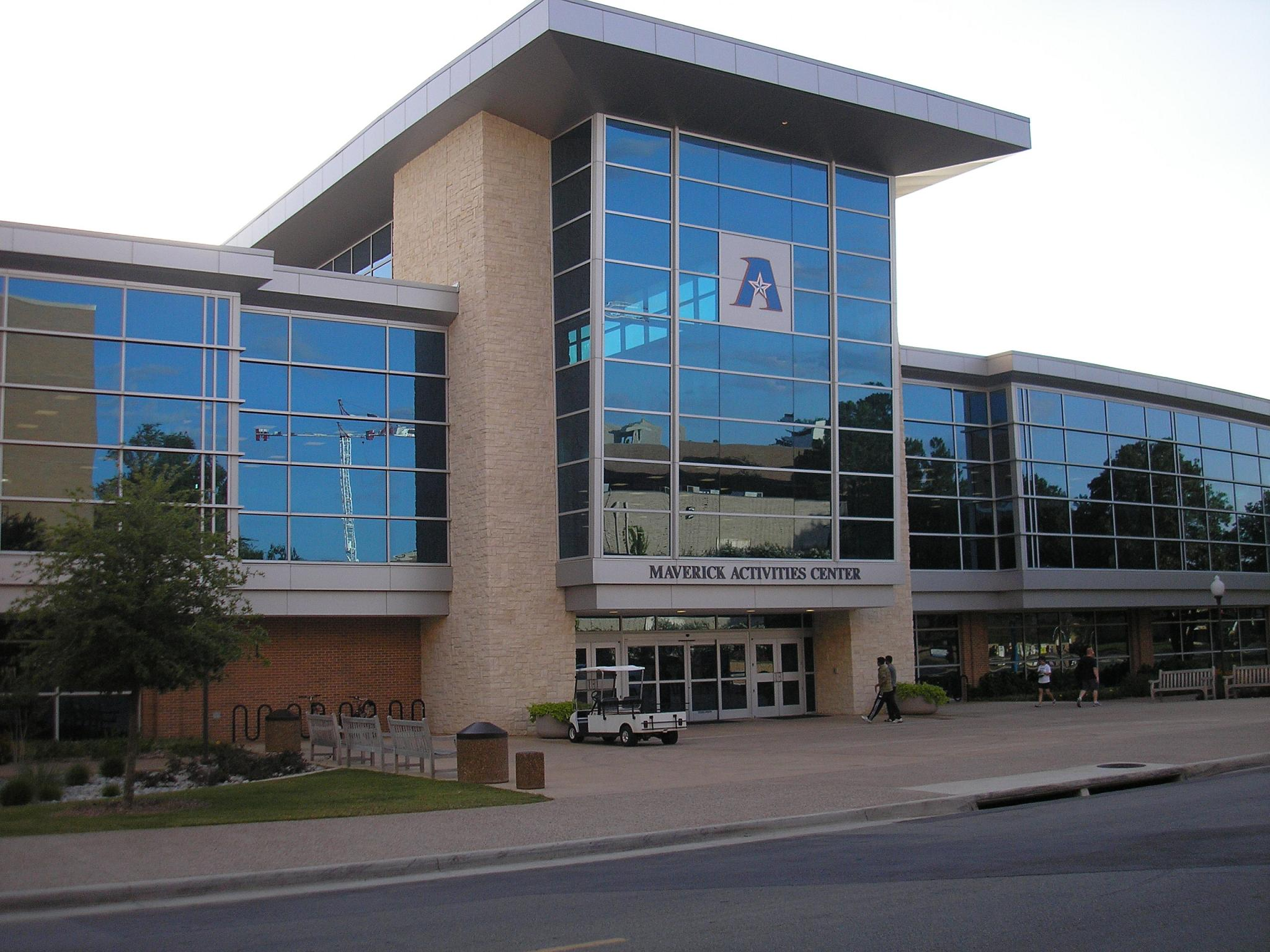
MAC（スポーツ・アクティビティセンター）

アーリントンの官公庁が集中する市の中心部に位置する。大リーグのテキサス・レンジャーズの本拠地、レンジャーズボールパーク、およびダラス・カウボーイズの本拠地が近所にある。大学の図書館およびコンピュータ室は24時間利用可能。キャンパス警察が常に徘徊しており、治安は比較的よい。ショートホーン（英語:　Shorthorn）と呼ばれる学校新聞が毎日発行されている。アーリントンには地下鉄やバスなどの公共交通機関がないので通学は車か徒歩になる。マブムーバー（英語:　Mav Mover）と呼ばれるバスが校内および市内の主要な場所を巡回しているが利用者は少ない。

### メインキャンパス周辺
メインキャンパスの敷地は約420エーカー（2K㎡）の広さであり、 アーリントン（英語:　Arlington）のダウンタウンの南端に位置している。その周辺には、アーリントン市の一番大きな公立図書館、シティホール（英語:　City Hall）、アーリントン劇場（ 英語:　Theatre Arlington ）、野外コンサートなどが催されるレビットパビリオン、アーリントン美術館（ 英語:　Arlington Museum of Art） 、教会、テキサスパシフィック鉄道（英語:　Texas and Pacific Railway）、および、その南側に位置する多くのビジネス街が見られる。
バーネットシェール（英語:　Barnett Shale）と呼ばれる地層はメインキャンパス下に形成されており、2008年以来、大学は数百万ドルを、その天然ガス生産から得ている。 これらの資金は、奨学金、大学教員の収集、そしてキャンパス基盤のアップグレードに使用されている。
メインキャンパスの南部には、トリニティ川（英語:　Trinity River）の 支流（英語:　tributary）であるジョンソンクリーク（英語:　Johnson Creek）が流れている。 クーパーストリート（英語:　Cooper Street ）ー　ファームトゥマーケットロード157　（英語:　Farm to Market Road 157）の一部　ーはキャンパス内を通っており、テキサス州高速道路ー20（英語:　Interstates 20）および高速道路ー30（英語:　Interstate 30）へのアクセスを提供している。 その北東2マイル（約3.2Km）には、AT&Tスタジアム（英語:　AT&T Stadium）、グローブライフパーク（英語:　Globe Life Park）、多くの催し物やレスランが設けられたテキサスライブ！（Texas Live!）、シックスフラッグスオーバーテキサス（英語:　Six Flags Over Texas）と呼ばれるテーマパーク 、 インターナショナルボウリングミュージアム（英語:　International Bowling Museum）などがある。

### メインキャンパス内の建築物

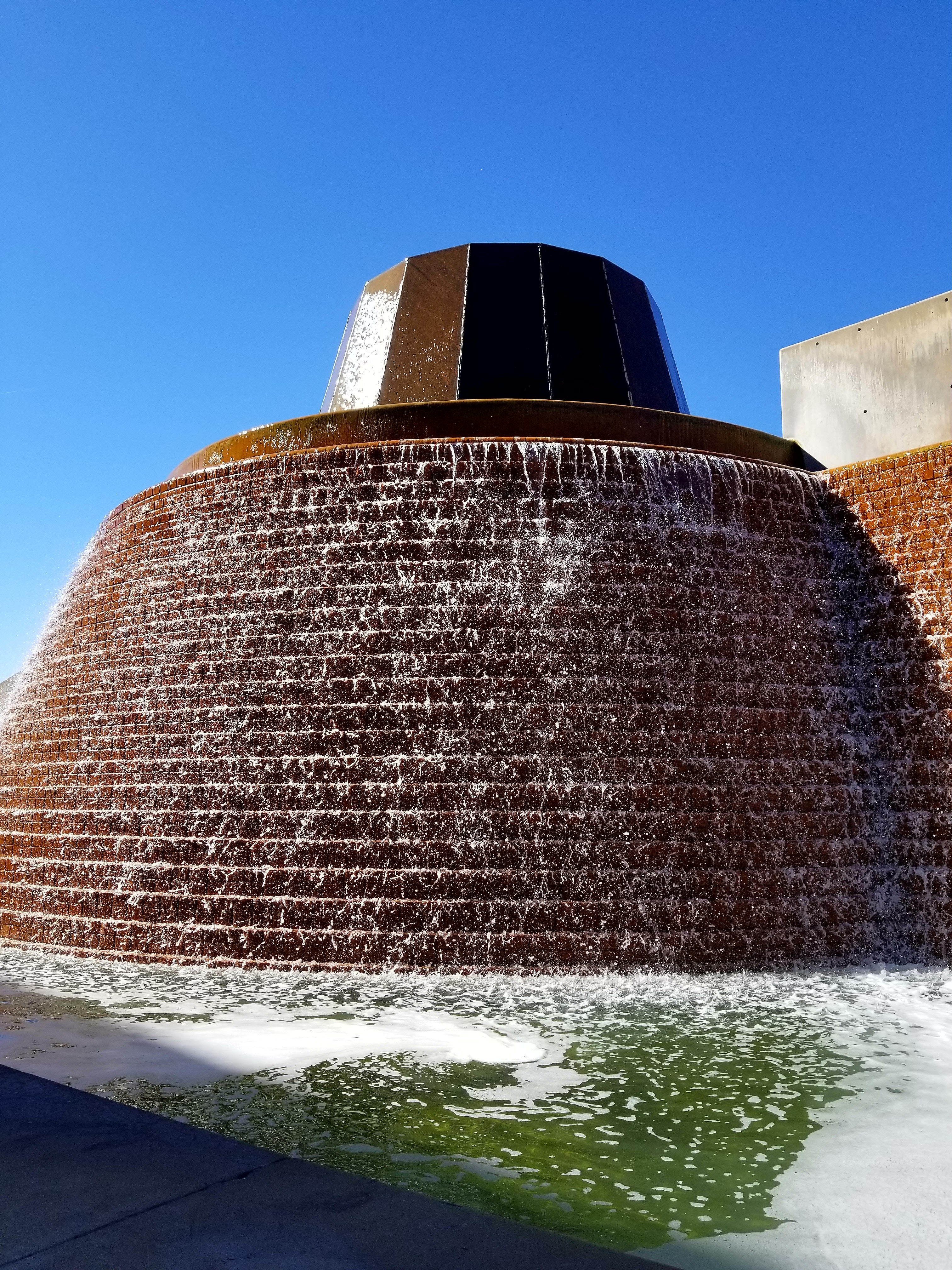
キャンパス内の噴水

メインキャンパスは、アーリントン市内のかつての基盤目状の道路にそって構成されている。メインキャンパス、南東へと、見晴らしの良いクリークへと徐々に傾斜した地形となっている。何十年もの間の意欲的な植林とランドスケープデザイン計画への活動の結果、人々はキャンパス内の木陰で心地よい時間を過ごすことができている。メインキャンパス内の道路は、キャンパス中心部で閉鎖され、歩道となっている。 主な東西の歩道はセカンドストリートモール（英語:　Second Street Mall）であり、主要な南北の歩道はアーリントンウォーク（英語:　Arlington Walk）である。アーリントンウォーク（英語:　Arlington Walk）は、北に位置する工学研究棟（英語:Engineering Research Building）から南に位置する科学革新工学研究棟（ 英語:Science & Engineering Innovation & Research Building）へとのびている。
キャンパス内において、1919年までさかのぼる最も古い建物は、ランサムホール（英語:Ransom Hall）、プレストンホール（英語:Preston Hall）、カレッジホール（英語:College Hall）であり、これらの建物はセカンドストリートモール（ 英語:Second Street Mall）に位置している。これらの第二次世界大戦前の建築物は伝統的なものである。 1960年代、70年代、そして80年代以降に建てられた建築物は、当時の多くのキャンパス建設の典型的なものであり、近代的で機能的であるが、特に注目に値するものではない。しかし、尊敬されるダラスの会社、プラット、ボックス、およびヘンダーソン（英語:Dallas firm of Pratt, Box & Henderson）によって設計された建物は例外であり、非常に快くくつろげる訪れるべきに値する中庭を形成している。看護棟は、その珍しい三角形をした建築物で有名である。 テキサスホール（英語:Texas Hall） （建築家、ジョージダール（英語:George Dahl））は、柱廊式玄関を備えた建物であり、 ネダーマンホール（英語:Nedderman Hall）は、大きなアトリウムを備えた建物である。メインキャンパスの大きな特徴としては、石灰岩とUTAーブレンドレンガの美的一貫性があげられる。金属パネルは1990年代後半から建設に用いられた。

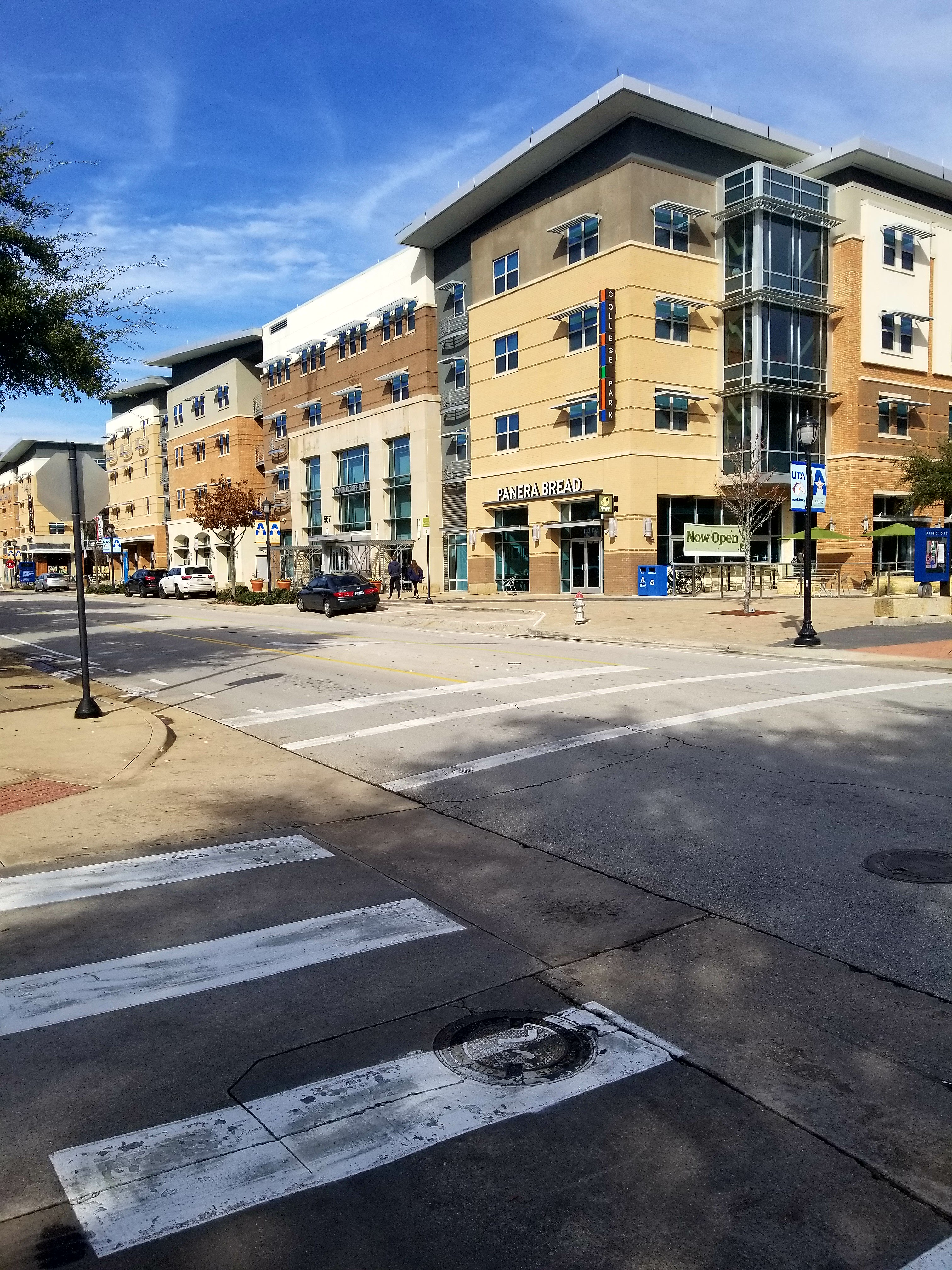
カレッジパークセンター周辺

平面駐車場はメインキャンパスの外縁、特にメインキャンパスの南側に広く設けられている。このため、学生は駐車場からクラスまでの行き来に必要以上の時間を費やすことになる。 北西と北東のキャンパスのコーナーに設置された西立体駐車場（英語:West Campus Parking Garage）とカレッジパーク立体駐車場（英語:College Park Parking Garage）は、それぞれ平面駐車場の混雑を緩和し、路上駐車を減らすということに役立っている。2000年代には、グリーンスペースと呼ばれる屋外スペースが多く設けられた。これらのグリーンスペースとして、特に、グリーンリサーチクワッド（英語:Greene Research Quad）、カレッジパーク（英語:College Park）のスペース、デイビスホール（英語:Davis Hall）の窪んだ中庭、ブラゾスパーク（英語:Brazos Park）、ウェストキャンパス側のデイビスストリート（ 英語:Davis Street）エリアなどがあげられる。キャンパス内には、「スピリットホース（英語:"Spirit Horses."）」と呼ばれるユニークな青とオレンジ色のパターンのグラスファイバー（英語: fiberglass ）でつくられた馬の像がみられる。
カレッジパークディストリクト（英語:College Park District）と呼ばれるプロジェクトは、キャンパススペースを大幅に東側に拡張することを目的としたものである。この開発には、1億6千万ドルが費やされ、2012年に完了した。このアリアには、7,000人を収容可能なアリーナ、学生寮、学生用アパート、リテールスペース、1,800台収容可能な立体駐車場、ウェルカムセンター、金融機関、グリーンカレッジパーク（英語:The Green at College Park）と呼ばれる約1250坪の広さの公園が含まれている。
キャンパス内の居住者数は5,000人を超え、24時間年中無休の活気ある環境を作り出している。多くの学生は、アーリントンホール（英語:Arlington Hal）、カルパナチャウラホール（英語:Kalpana Chawla Hall）、ヴァンダーグリフホール（英語:Vandergriff Hall）、ウェストホール（英語:West Hall）などのアパートで生活している。2012年6月23日に発行された  ダラスモーニングニュース（英語:The Dallas Morning News）には、「UTAは、この数年の間で、かつてない新たな環境の場を提供し、人々を驚かせている。」と記されている。
以下に示すのは、 ネダーマンホール （ 英語:Nedderman Hall）、 エンジニアリングリサーチビルディング（英語:Engineering Research Building）、 アーリントンホール（英語:Arlington Hall）、CAPPAビルディング （英語:CAPPA Building）、 テキサスホール （英語:Texas Hall）、 ジャックウルフ ホール（英語:Jack Woolf Hall）、コモンズ（英語:The Commons）、およびビジネスカレッジ（英語:College of Business）である。

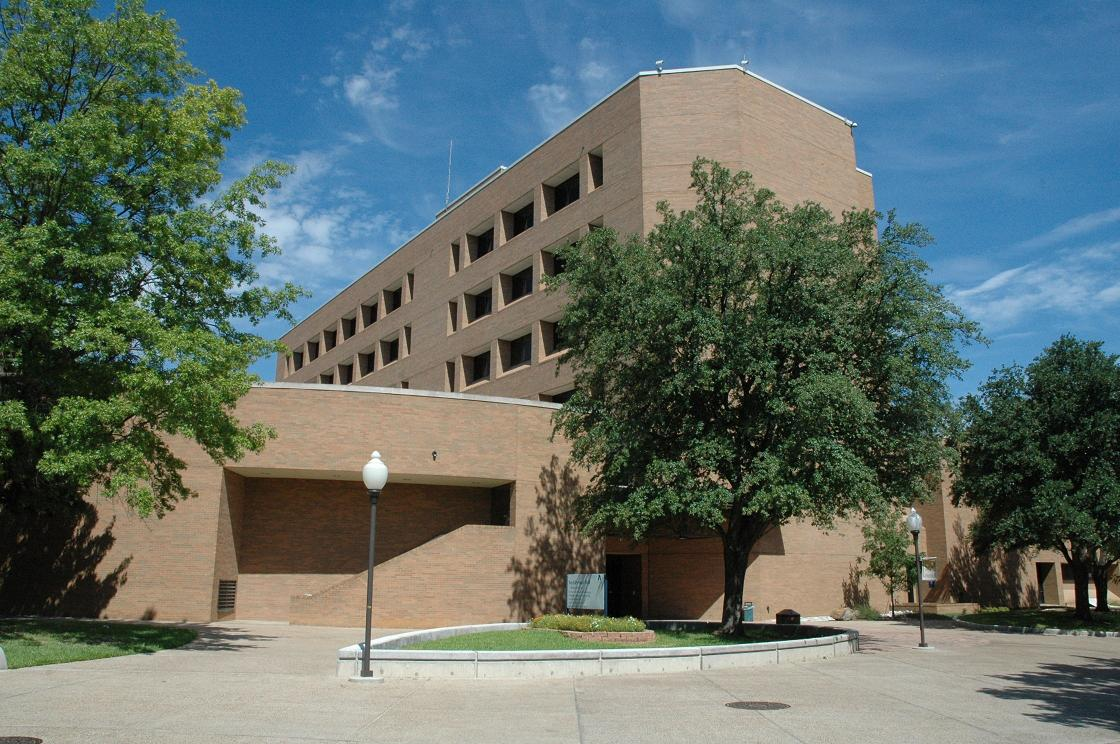
ネダーマンホール
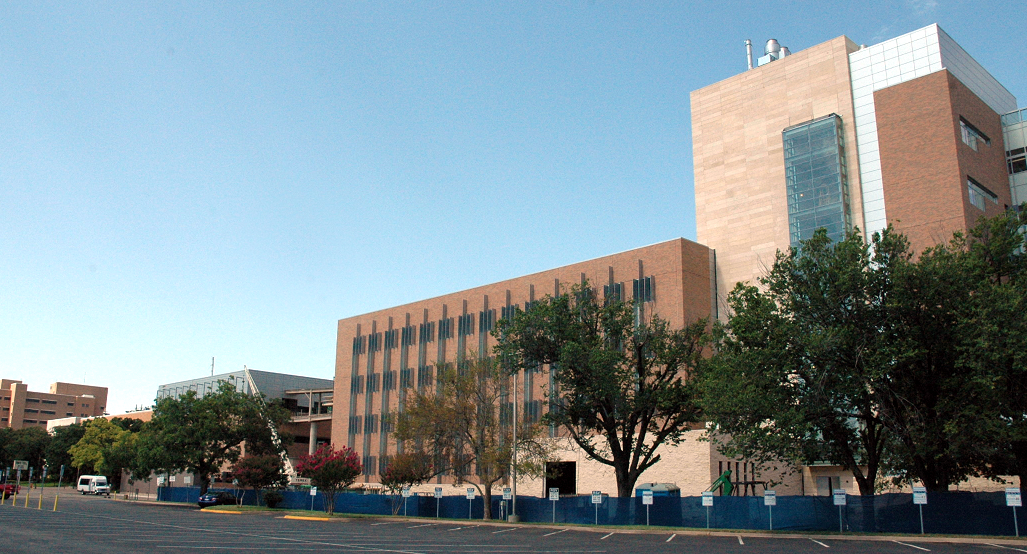
エンジニアリングリサーチビルディング
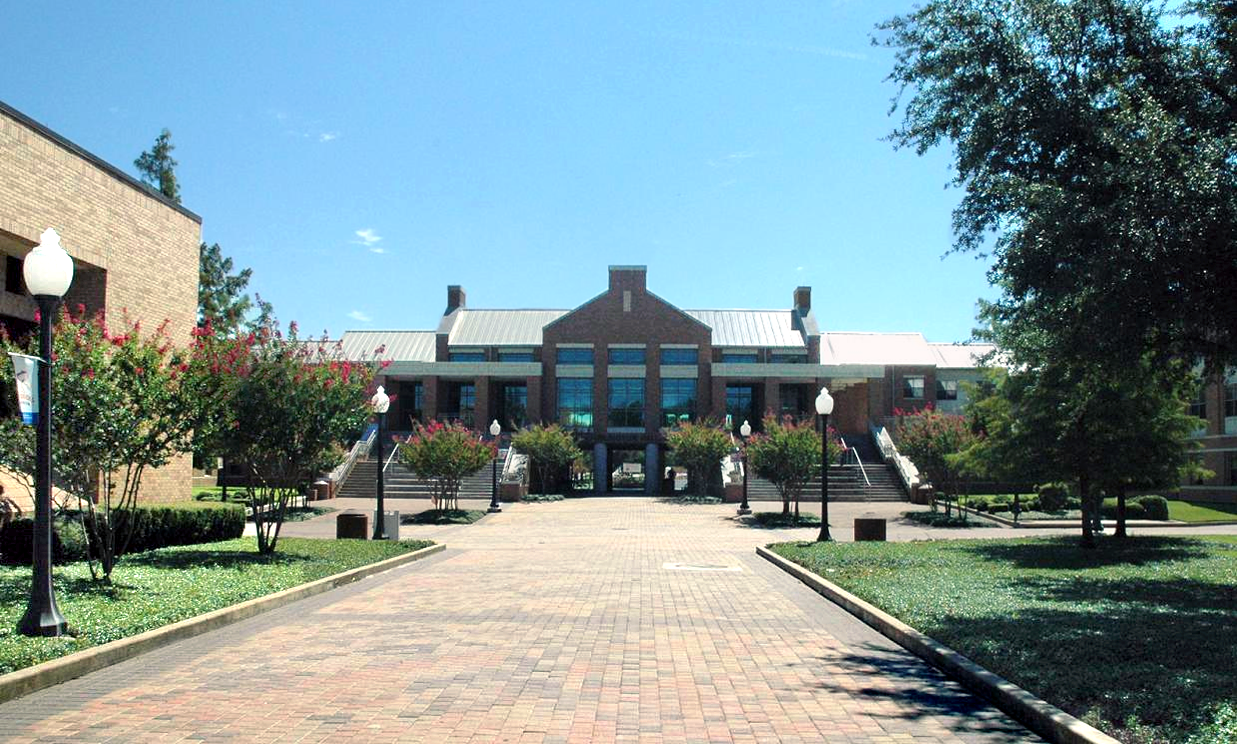
アーリントンホール
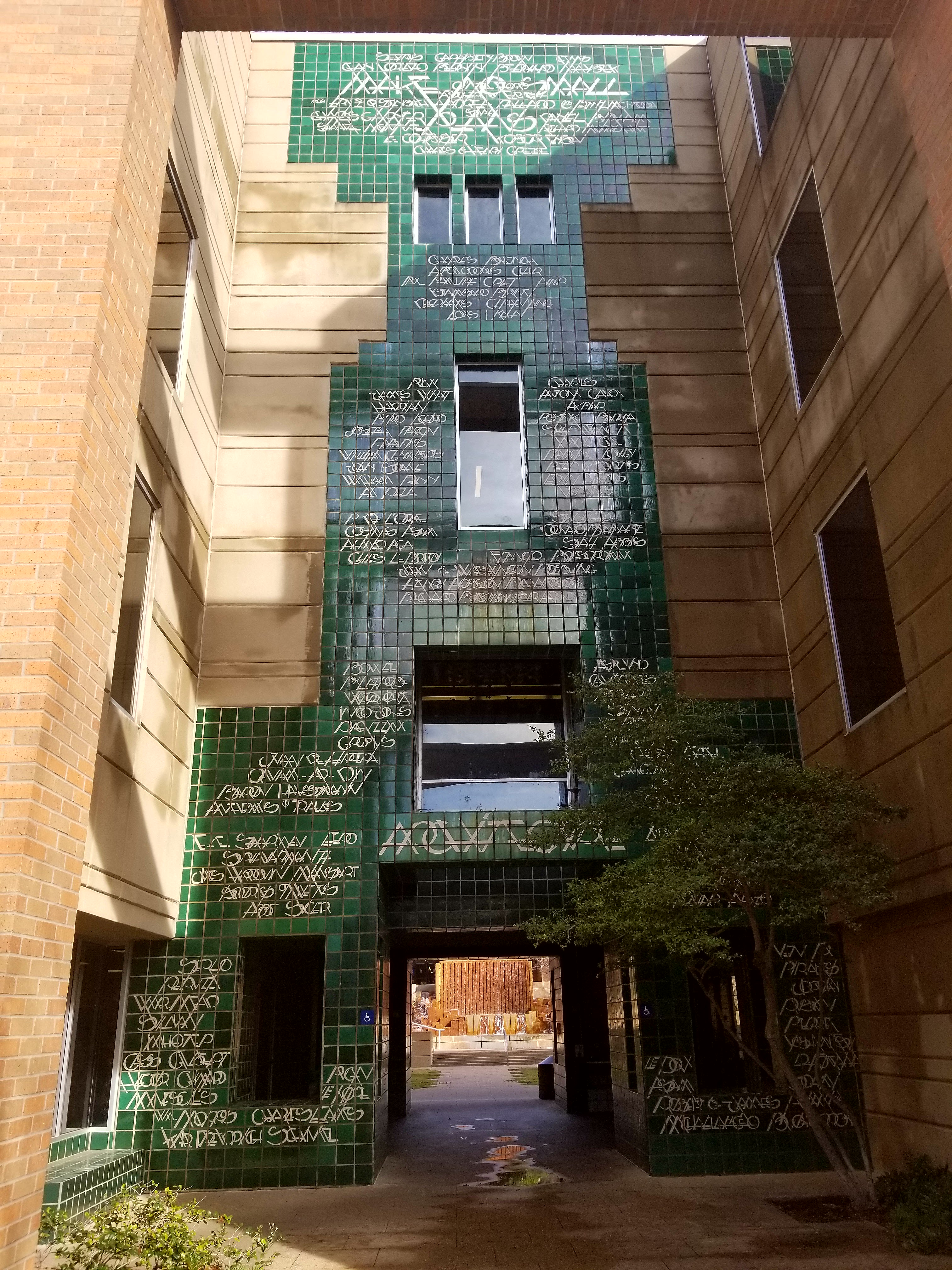
CAPPAビルディング
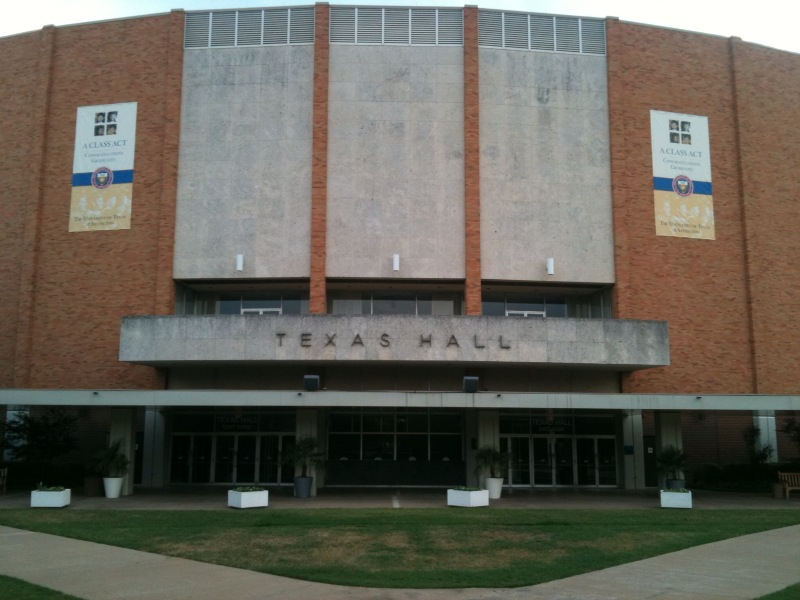
テキサスホール
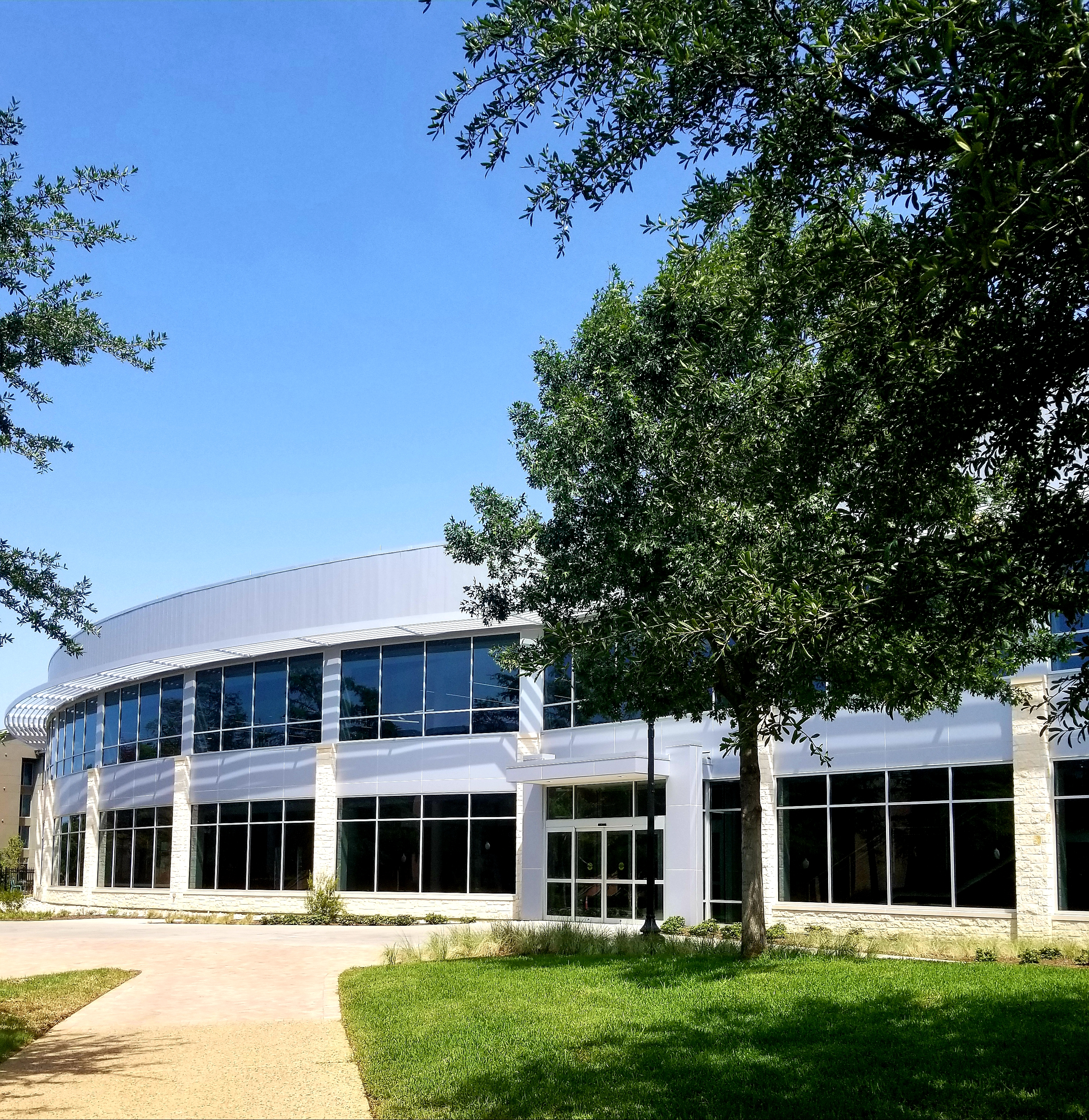
コモンズ
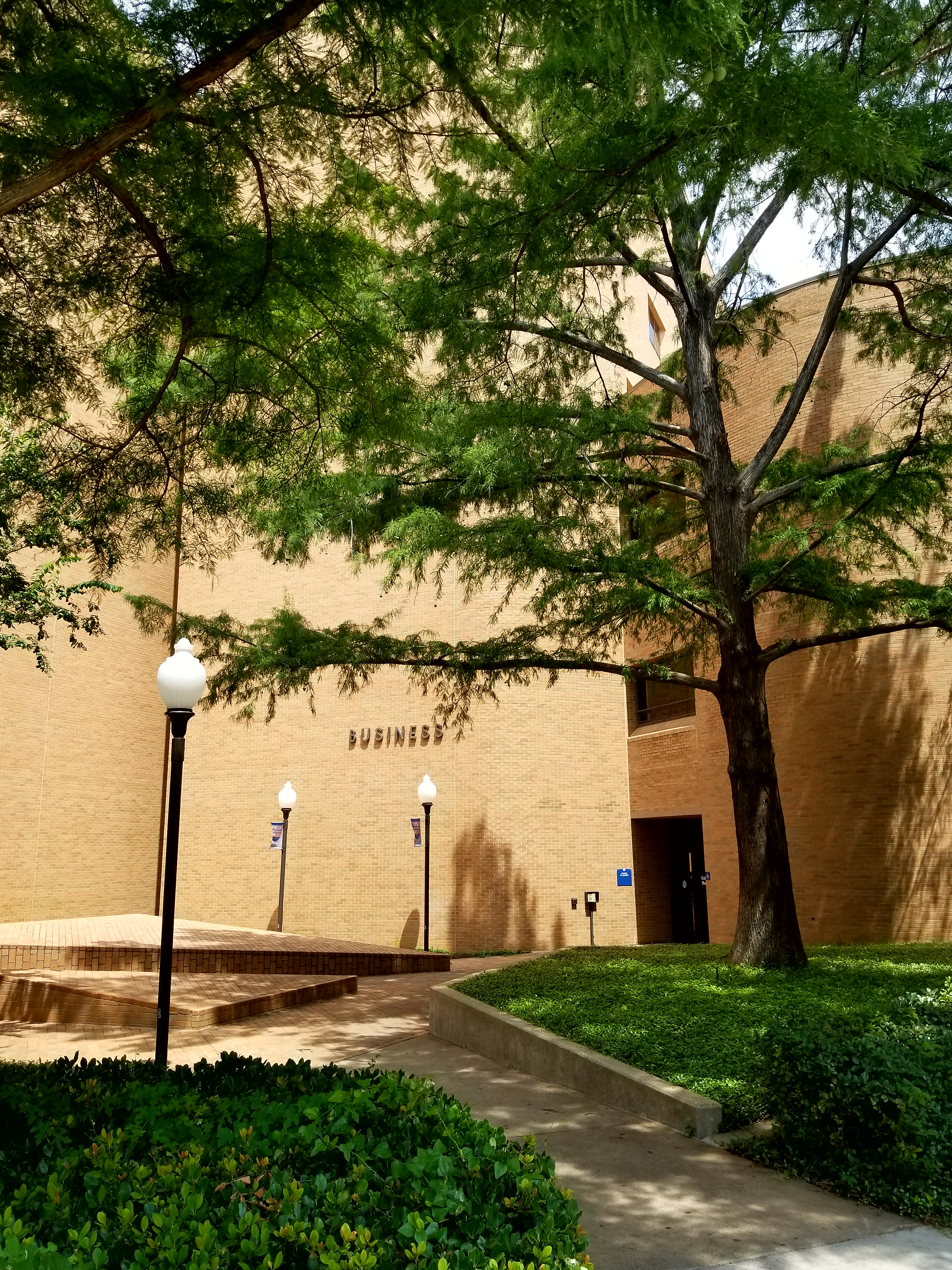
ビジネスカレッジ

### フォートワースキャンパス
2007年、UTAは教育目的で、 フォートワースのダウンタウン（英語:Downtown Fort Worth）に歴史的でありリニューアルされたサンテフェ物流ビルディングをオープンした。 当初、フォートワースキャンパスにおいて、経営学修士プログラムのみが提供されていたが、その後、大学院および学部レベルの複数の学位プログラムと共に、さらに多くのプログラムが提供されるように拡張された。 フォートワースキャンパスには、約2322平方メートルを超える最先端の教室、サービス、アメニティスペースが設けられている。

## 校風
典型的な実学重視の州立大学。テキサス大学システム（英語:University of Texas System）のなかで第二の規模を誇る。近年は拡張、整備が著しく行われ、工学系では医療機器工学科、核工学科（大学院）などを新設。
他大学に先駆けて、スロープや手すりの設置、二階建て以上の建物全てにエレベーターを完備するなど、早くから身体障害者にも易しいキャンパスの実現に取り組んでおり、1997年に、当時大統領だったビル・クリントンから表彰を受けた。
学校のスポーツチーム名であるマーベリックスは近所のNBAチームのダラス・マーベリックスと被るが、UTAのほうが先にこの名前を使用している（テキサス大学アーリントン校 1971年、ダラスマーベリックス 1980年）。
バスケットボール、野球、陸上競技、テニス、ゴルフがNCAAのディヴィジョン1に所属、特に野球は強豪で、メジャーリーガーおよび日本のプロ野球で活躍する選手を多数輩出している。また車椅子のバスケットボールチーム(英語:Movin' Mavs)は全米大会優勝7度の強豪として知られ、パラリンピックのアメリカ代表選手を多数輩出している。
1985年度のシーズンを最後にフットボールチームが廃止されている。

中央図書館（英語:Central Library）は、20世紀の著名な建築家であるジョージ　ダール （英語:George Dahl）（ ダラスフェアパーク（英語:Dallas Fair Park）の アールデコ様式（英語:Art Deco）の建築物でも知られている）によって設計され、キャンパスの中心に位置する中庭に面している。中央図書館とテキサスホール（英語:Texas Hall）は、中世期のモダンなデザインの一例である。 建物と屋外スペースを有効に使った設計は、ポストモダリズムを象徴する、化学＆物理学の建物（パーキンズ＆ウィル　英語:Perkins and Will ）、マーベリックアクティビティセンター（英語:Maverick Activities Center (Hughes Group　による建築物）、エンジニアリングリサーチビルディング（英語:ZGF Architectsによる建築物 ）、カレッジパークセンター（英語:College Park Center、HKS, Inc.による建築物）らの建築物に表れている。化学＆物理学の建物には、テキサス州において最大かつ最も先進的なプラネタリウム（英語:planetariums）が設けられている。 
テキサス大学アーリントン校は、 カーネギー財団　（英語:Carnegie Foundation）によって「最高の研究活動」の機関として分類されている。また、テキサス大学アーリントン校は、多様性と革新リーダー的な機関であることにより、テキサス大学システムの中でも、新米国研究機構（英語:New America Foundation）により「次世代大学」と名付けられた唯一の大学である。
2019年現在、テキサス大学アーリントン校には、全米発明者アカデミー（英語:National Academy of Inventors）に属する15人の教授がいる。この教授の数は、テキサス州の大学機関の中で最も多く、全米では6番目に高い数字である。UTAは、テキサス大学システムに属する全ての大学の中で、学士号取得率をリードしている。
健康科学・看護学科は、テキサス州で最も多く、看護師免許を有する看護師（英語:registered nurses）を生み出し、その数は、米国でトップ5の中に位置する。
工学部は、テキサス州の中で最大規模の学部であり、7000人以上の学生おり、11の学士号、14の修士号、そして9つの博士号プログラムを提供している。また、工学部には、プロフェッショナルののフェローが50人以上所属している。USニュースワールドレポート（英語:U.S. News & World Report ）において、工学部は国内ベスト100にランクインした。
ソーシャルワーク学部は、学士号（B.S.W.）、修士号（M.S.S.W.）、および博士号の3つの主要な学術プログラムを提供している。BSWおよびMSSWのプログラムは、ソーシャルワーク教育評議会から認定されている。
ビジネス学部は、アメリカ国内で最大かつ最も包括的な学部の1つである。ビジネス学部は、2018年の ”US News＆World Report Best”において、カレッジリストの472のランク付けされたプログラムのうち128をランク付けした。パートタイムMBAプログラムは、2017年の”US News＆World Report”の大学院ランキングにおいて、470のプログラムの82にランクインし、公立大学トップ50にランクインした。ビジネス学部は、中国で最大のエグゼクティブMBAプログラムの1つを含んでおり、中国への研修旅行を特徴とする米国のエグゼクティブMBAプログラムを提供している。CEO Magazine　は、エグゼクティブMBAプログラムをテキサス州において1位、全米で16位、世界で21位にランク付けした。大学に設置されたグールズビーリーダーシップアカデミー（英語:Goolsby Leadership Academy）は、成績優秀な学生と著名な教授のための非常に選択的なコホートプログラムである。
サイエンス学部は、生物学、化学および生化学、地球環境科学、数学、物理学、心理学の6つの学部で構成されている。サイエンス学部では、50を超える学士号、修士号、および博士号プログラムを提供している。これらには、学生が従来の学位プログラムよりも短期間で高度な学位を取得できる特定の学部のファストトラックプログラムが含まれている。サイエンス学部の教授には、全米科学アカデミーおよび全発明者アカデミーのメンバーだけでなく、さまざまな専門組織のフェローや、多数の国、州、およびテキサス大学システムの教育賞の受賞者が含まれている。サイエンス学部の高エネルギー物理学グループは、CERNのラージハドロンコライダー（英語:Large Hadron Collider）で進行中の実験に関与しており、検出器と計算データ分析に取り組み、2012年にヒッグス粒子（英語:Higgs boson）の発見に大きな貢献した。
教育学部は、2014〜2015年度のテキサス州免許試験の合格率が95%であった。教育学部の認定合格率は、常にテキサス州の平均を上回っている。
文科系学部は、サウスウェスタンなどのユニークなプログラムを提供している。また、メキシコアメリカ研究センター（CMAS）およびアフリカ系アメリカ人研究センター（CAAS）は、メキシコ系アメリカ人およびアフリカ系アメリカ人研究の補助をそれぞれ提供している。 
テキサス大学アーリントン校には、 ノーステキサス　（英語:North Texas）地域で唯一の認定を受けた建築、都市計画、および景観建築プログラムが設けられている。エンジニア学部と建築学部は、この地域内において、最初に建築工学（英語:architectural engineering）の学士号プログラムを設けた唯一の学部である。
学際的研究プログラム（英語:INTS：Interdisciplinary Studies program）は、優等学位取得課程のプログラムであり 、キャンパスで最も急成長しているプログラムの1つある。 INTSプログラムでは、学生は独自の学習プログラムを独自に構築し、B.A.I.S.またはB.S.I.S.の学位を取得できる。 学際的な研究は、35年の歴史を有する学問分野であり、全米で13番目に人気のある専攻である。 UTAのINTSプログラムは、テキサス州では、この種の最大のプログラムである。 独自の学位プランを作る際、学生は必要なコアコンポーネントをさまざまな分野のコンポーネントと混合し、学生の学問的および専門的なニーズに対応できるようになっている。 
優等学位取得課程は、すべての専攻分野と興味のある高学部の学生を対象とする、高度で選択的、学際的なプログラムである。 優等学位取得課程は、ノーステキサス　（英語:North Texas）では、この種の最初のプログラムであり、テキサス州内では3番目に設けられたプログラムである。

### 学部
UTAは、10の学部で構成されている。（以下、参照。学部名（設立日）
- エンジニア　（英語:College of Engineering） (1959)
- 基礎教養　(1959)
- 建築　（英語:College of Architecture, Planning and Public Affairs ）(2015)
- ソーシャルワーク　(1967)
- 大学院　(1966)
- サイエンス　(1959)
- 健康科学・看護学科　(1976)
- ビジネス　(1959)
- 教育学科　(1963)
- 優等学位取得課程　(1998)

### 図書館

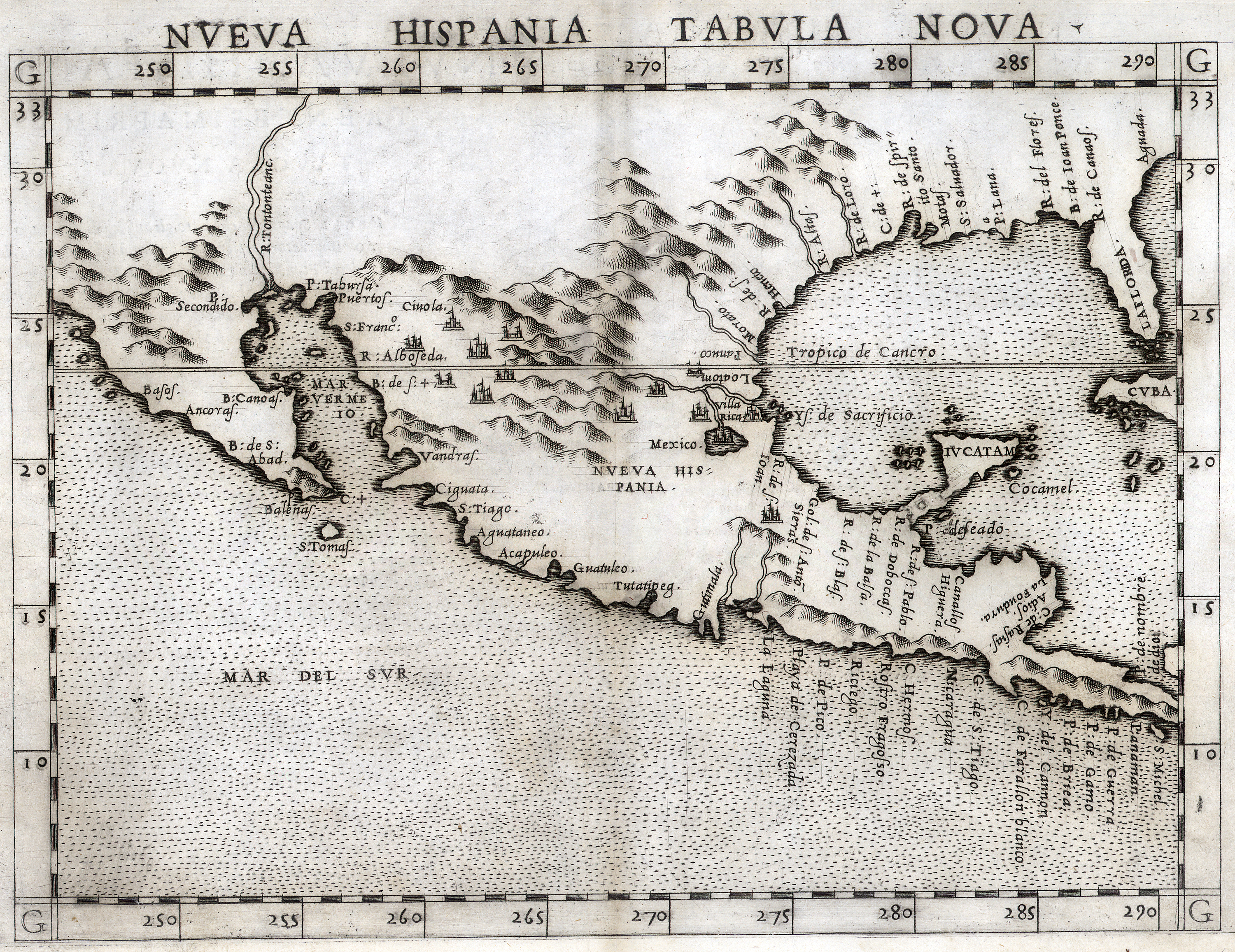
ジローラモ・ルッセッリの1561年のニュースペインの地図「ヌエバ・ヒスパニア・タブラ・ノヴァ」。UTAライブラリスペシャルコレクションからの画像。

テキサス大学アーリントン校のキャンパス内には、中央図書館、建築美術図書館、科学工学図書館の3つの図書館が設立されている。中央図書館は、秋学期と春学期に24時間年中無休で利用可能である。
図書館のコレクションは、テキサス、メキシコ、米墨戦争（英語: Mexican–American War）、および南西部の歴史的コレクションが含まれている。また、豊富な地図コレクションも含んでおり、5世紀にわたる西半球の地図が収められている。また、テキサス州北部と西部の100年以上の歴史を代表するコレクションであるフォートワーススターテレグラム（英語:Fort Worth Star-Telegram）写真コレクションも含んでいる。全てのコレクションの規模は、30,000以上のボリューム、7,000リニアフィートの原稿とアーカイブコレクション、5,000の歴史的な地図、3.6ミリオンのプリントとネガ写真、そして他のフォーマットの何千ものアイテムを含んでいる。UTAの、より希少で興味深いコレクションの中には、デジタルコレクションとしてオンラインで入手できるものもある。

### 研究

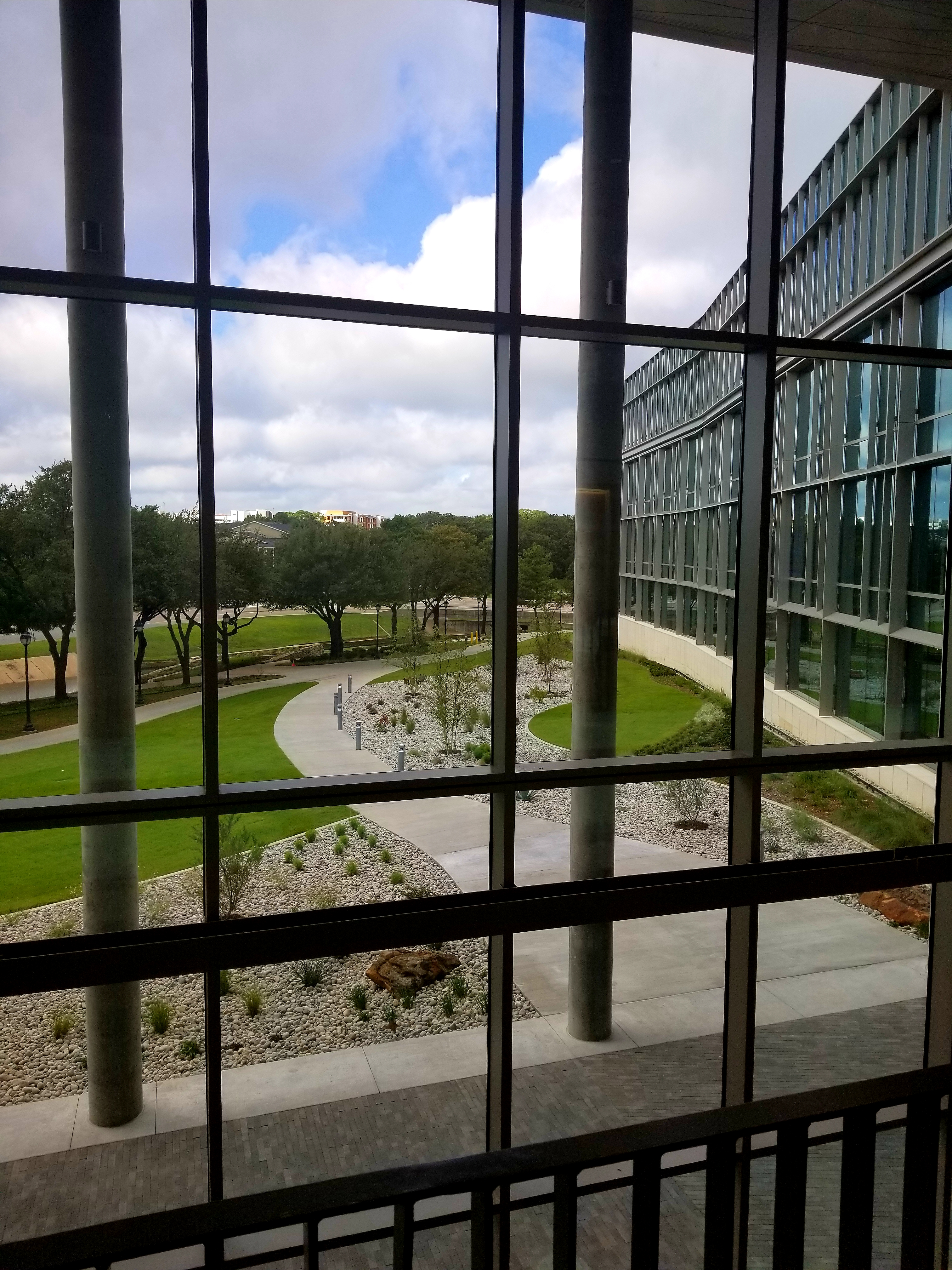
科学、工学、革新、研究（SEIR）の建物の2階からの眺め

2018会計年度のテキサス大学アーリントン校における研究費は、105.7百万ドルあり、大学の研究管理局によると、2019会計年度の総研究費は合計で117百万ドルであった。これは、5年間で52%増加していることを示している。キャンパス内にはいくつかの研究機関や施設あり、以下、いくつかの注目すべき研究を含む：
- テキサス大学アーリントン校における島津研究所（SIRT）は、生化学、生物学、化学、認知、工学、地球科学、材料科学、ナノテクノロジー、神経科学の研究をサポートするための機器と専門知識へのアクセスを提供することに焦点を当てた集中型の研究リソースである[70]。
- テキサス大学アーリントン校におけるエアロダイナミクス研究センター（英語:UTA Aerodynamics Research Center）は、機械航空宇宙工学科の下で運営されている研究施設である。
- テキサス大学アーリントン校には、大学を拠点とするナノテクノロジー（英語:nanotechnology）研究施設であるナノファボリサーチテクノロジー研究施設が設置されている[71]。
- 両生類および爬虫類の多様性研究センターは、中南米からの標本の世界的なコレクションの1つであり、世界中の爬虫類学研究者によって使用されている[72]。
- テキサス大学アーリントン校のメキシコ系アメリカ人研究センター（CMAS）は、ラテン系の問題の研究に積極的に従事しているテキサス大学アーリントン校の教員の研究と採用、維持、専門能力開発を促進する学術研究センターである。この研究センターは、いくつかの部門からの教員研究員を受け入れ、メキシコ系アメリカ人研究の副専攻を管理している。この研究センターの所長は、社会学・人類学部のクリスチャン・ズロニスキ博士であり、副所長は、現代語学部のイグナシオ・ルイス・ペレス博士である。この研究センターは、テキサス州の任務によって1993年に設立された[73]。
- UTARI（英語:UT Arlington Research Institute）は、テキサス大学アーリントン校の研究開発部門である[74]。
- C-TEDD（英語:Center for Transportation Equity、Decisions、and Dollars）は、建築学部（英語:College of Architecture, Planning and Public Affairs）内にある大学の交通センター（英語:University Transportation Center）である。 C-TEDDは、米国運輸省（英語:United States Department of Transportation）からの助成金を受けて、アメリカの運輸システムの経済的、政治的、および規制的側面に関する政策研究を行っている。
- GCF（英語:Genomics Core Facility）は、テキサス大学アーリントン校にノーステキサスの学際的な研究施設の1つを提供している[75]。
- LINKリサーチ研究所（英語:Learning Innovation and Networked Knowledge Research）[76]
- SEIR（英語:Science, Engineering, Innovation and Research）の建物は、2018年に125ドルで完成した6階建ての22万平方フィートの建物である[77]。

## 学生生活

### 学生プロフィール
USニューズ&ワールド・レポート (英語: "US News＆World Report" )は、最も民族的に多様な (英語: ethnically diverse)学生からなる大学として、テキサス大学アーリントン校を全米トップ10にランク付けした。女子学生は総学生数の約55％を占めている。留学生の出身国の上位4か国は、インド、中国、台湾、ナイジェリアである。
|                          | UTA  | テキサス | 米国国勢調査 |
| ------------------------ | ---- | -------- | ------------ |
| アフリカ系アメリカ人     | 14％ | 13％     | 13％         |
| アジア系アメリカ人       | 10％ | 5％      | 5％          |
| 非ヒスパニック系白人     | 37％ | 44％     | 62％         |
| ヒスパニック系アメリカ人 | 23％ | 39％     | 17％         |
| その他                   | 4％  | 該当なし | 該当なし     |
| 留学生                   | 12％ | 該当なし | 該当なし     |

### 学生生活
キャンパス内には6つの学生寮があり、合計で少なくとも5,600人の学生を収容できる。　キャンパス内にはまた、18の集合住宅と、扶養されている子供を持つ学生のための限られた数の住宅が設けられている。 6つの学生寮は、アーリントンホール、カルパナチャウラホール（KCホール）、リップスコーンホールノース、リップスコーンホールサウス、カレッジパークのヴァンダーグリフホール、ウェストホールである。

### 伝統

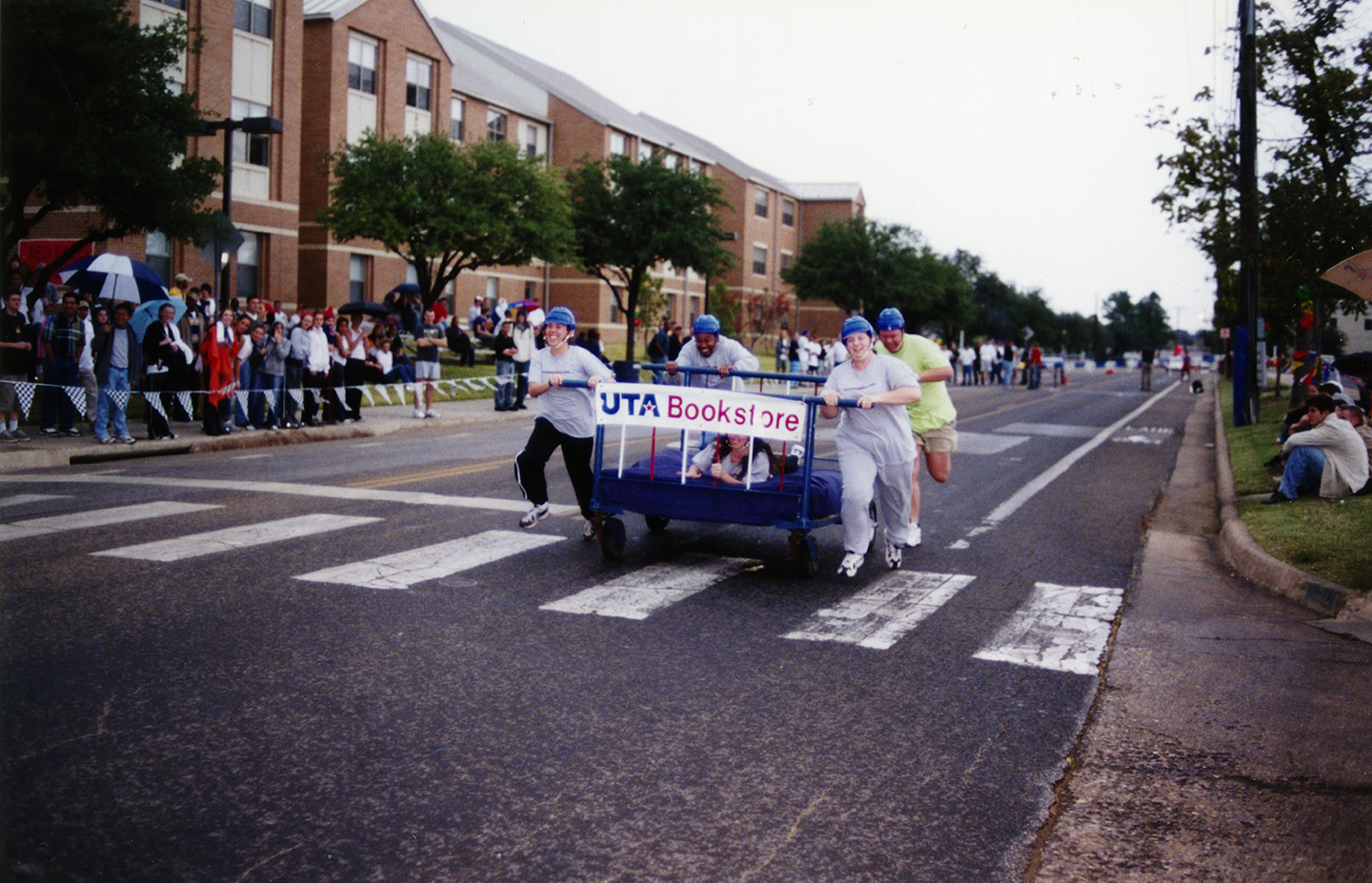
UTAベッドレース、2002年

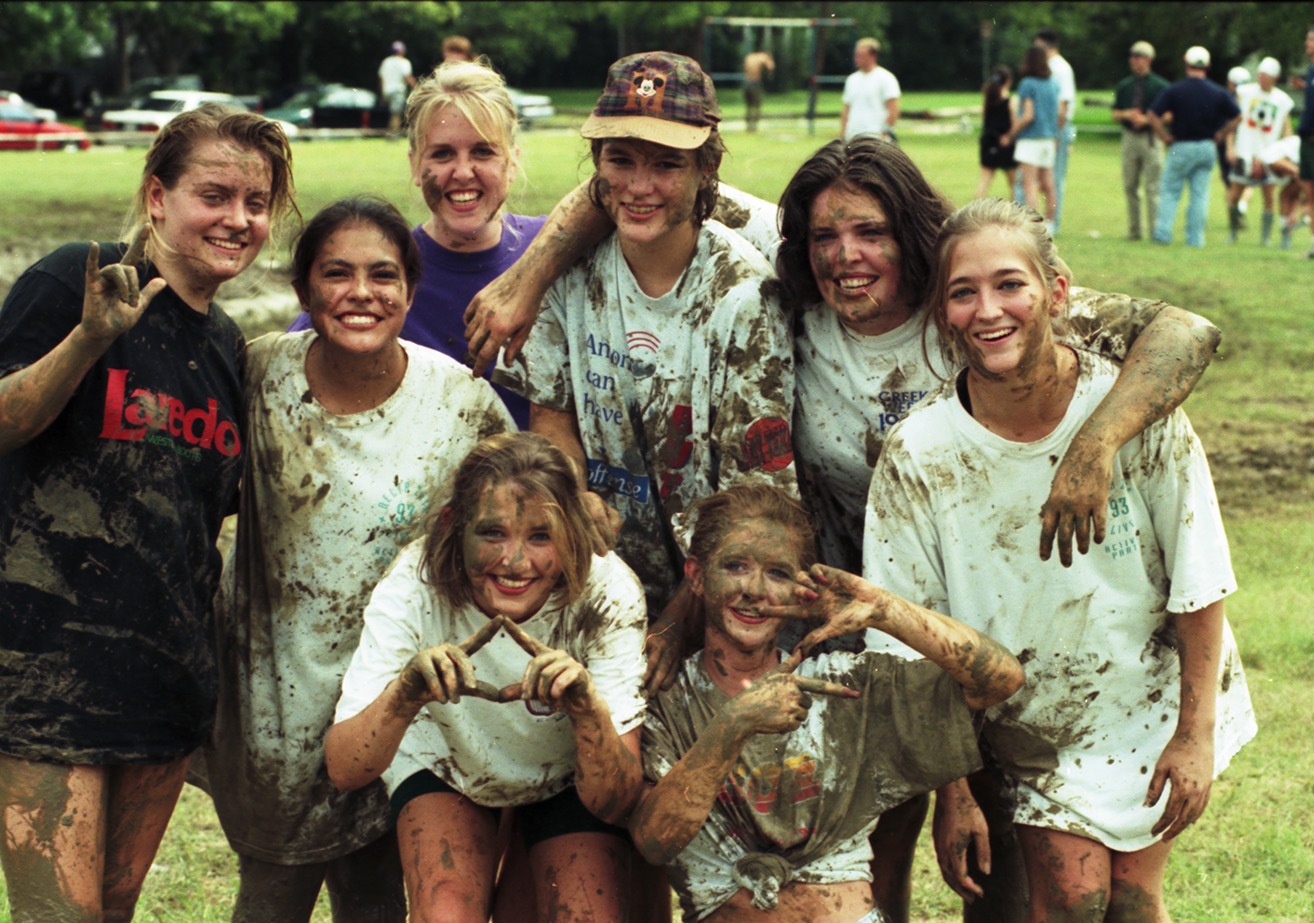
UTAでのオゼボール、1997年

- ベッドレース：1980年以来、何百人もの学生が集まり、4人の押す役目と1人の乗る役で構成されるチームが、フットボール場の長さを互いに競い合うレースが行われている。参加者は、テキサス大学アーリントン校周辺の学生団体、ギリシャ団体、寮学生である[85]。
- ホームカミング：秋のバスケットボールシーズンの始まりと相まり、テキサス大学アーリントン校のホームカミングは、数多くの多様な活動を特徴としている。これらの活動には、卒業生のイベント、バッシュ、カーライルキャノンの正午のブーム、パレード、花火大会、ペプラリー、ホームカミングゲームの対戦が含まれる[86]。
- マッブスァップ：この毎年恒例の伝統は、学生が高校や他の大学のユニフォームを無料でテキサス大学アーリントン校のユニフォームと交換するイベントである[87]。
- インターナショナルウィーク：「I-Week」は留学生組織が主催し、キャンパス内の文化間の多様性を祝うために、テキサス大学アーリントン校のコミュニティ全体に広がっている。 「I-week」には通常、フードフェア、ファッションショー、グローバルエクストラバガンザ、展示会などが含まれる[88]。
- マッブ招集：マッブ招集は、新入生招集であり、学年度の開始を記念する正式な集会である。学生、教職員、スタッフは、大学の学長、副総長、学生会議の学長、および著名なテキサス大学アーリントン校の教職員の講演者により歓迎される。この主要な学術イベントは、すべての学部生と大学院生、特に新しいテキサス大学アーリントン校の学生を称えるものである。新入生の招集の直後に、生演奏、無料の食事、ゲーム、アクティビティを含むパーティで本学年度をスタートする[89]。
- オゼボール（英語:Oozeball）：オゼボールは、学生同窓会[90]とキャンパスレクリエーション[91]が主催する毎年恒例のイベントであり、学生同窓会2年生奨学金の資金を集めている。奨学金の額に達すると、すべての余剰資金は慈善団体に寄付される。オゼボールとは、生徒が人工の泥ピットでバレーボールをするものである。 1989年にギリシャ生活コミュニティで創設されて以来、オゼボールは最も人気のある学生の伝統の1つとなった[92]。
- ヘレフォードの頭をこする：ヘレフォード教授は、アーリントン州立大学の学長であった。彼の胸像は、1959年2月に完成して以来、ユニバーシティセンターの台座に置かれている[93]。ヘレフォード教授の頭をこすること、試験で幸運をもたらすと信じられている。
- 噴水を石鹸の泡で満たす：たまにいたずら好きな学生が、クーパー通りに架かる歩道橋の東端に位置するメインの噴水を石鹸で満たし、排水して掃除する習慣がある。キャンパス内の他の噴水が同じように石鹸の泡で満たされることはない。
- テキサス大学アーリントン校のマーチングバンド：「大学のアンバサダー」として知られるテキサス大学アーリントン校のマーチングバンドは、フットボールが存在しない大学の中で、国内でも数少ないマーチングバンドの1つである。マーチングバンドは、毎年10万人の観客を対象にパフォーマンスを行っており、バンドオブアメリカやリージョナルUILなどの州や地方のコンテストでの展示会のパフォーマンス、フェスティバル、高校やプロのサッカーゲームなどで活躍している。 2001年には、マーチングバンドはインディアナ州インディアナポリスで開催されたバンドオブアメリカグランドナショナルチャンピオンシップに出場した。マーチングバンドの175人の学生ミュージシャンは、大学内のほぼすべての学問分野と専攻からの学生である[94]。

### グリークの生活
テキサス大学アーリントン校の学生社交コミュニティは、31の国内と、4つの統治評議会を有する地方の組織で構成されている。学部生の5〜10%が協議会に参加することが伝統的となっている。下記に示す年は、オリジナルの認可された年を示している：
インターフラタニティカウンシル
- アルファタウオメガ (英語:Alpha Tau Omega)、2004
- ベータシータパイ(英語: Beta Theta Pi)、1971
- デルタタウデルタ (英語: Delta Tau Delta)[97]
- デルタユプシロン (英語:Delta Upsilon)、1967
- カッパアルファオーダ（英語:Kappa Alpha Order）、1968
- カッパシグマ（英語:Kappa Sigma）、1967
- ファイデルタシータ（英語:Phi Delta Theta）、1968
- ファイガンマデルタ（英語:Phi Gamma Delta）、1968（非アクティブ）[98]
- パイカッパアルファ（英語:Pi Kappa Alpha）、1973
- パイカッパフィ （英語:Pi Kappa Phi）、1978（非アクティブ）[99]
- シグマカイ（英語:Sigma Chi）、1984（非アクティブ）[100]
- シグマラムダベータ（英語:Sigma Lambda Beta）、1996
- シグマファイイプシロン（英語:Sigma Phi Epsilon）、1971（非アクティブ）[101]

ナショナルパンヘェニックカウンシル
- アルファファイアルファ（英語:Alpha Phi Alpha）、1970
- アルファカッパアルファ（英語:Alpha Kappa Alpha）、1969
- デルタシグマシータ（英語:Delta Sigma Theta）、1975
- オメガ・プサイ・ファイ（英語:Omega Psi Phi）、1971
- カッパアルファプシ（英語:Kappa Alpha Psi）、1977
- ファイベータシグマ（英語:Phi Beta Sigma）、1977
- シグマガンマロー（英語:Sigma Gamma Rho）、1982
- アオタフェシータ（英語:Iota Phi Theta）
- ゼータファイベータ（英語:Zeta Phi Beta）

カレッジパンヘレニックカウンシル
- アルファカイオメガ（英語:Alpha Chi Omega）、1969
- デルタデルタデルタ（英語:Delta Delta Delta）、1969
- デルタゼータ（英語:Delta Zeta）、1967[102]
- ゼータタウアルファ（英語:Zeta Tau Alpha）、1969

多文化ギリシャカウンシル
- アルファカッパデルタファイ（英語:alpha Kappa Delta Phi）コロニー
- デルタアルファオメガ
- デルタアルファシグマ
- デルタイプシロンフィコロニー（英語:Delta Epsilon Psi）（非アクティブ）
- デルタクシヌ（英語:Delta Xi Nu） 、2009
- カッパデルタチー（英語：Kappa Delta Chi）、1992
- ラムダファイイプシロン（英語：Lambda Phi Epsilon）コロニー
- ラムダシータアルファ（英語：Lambda Theta Alpha）、2000
- ラムダシータファイ（英語：Lambda Theta Phi）
- オメガデルタファイ（英語：Omega Delta Phi）、1997
- シグマラムダガンマ（英語：Sigma Lambda Gamma）

## アスレチック

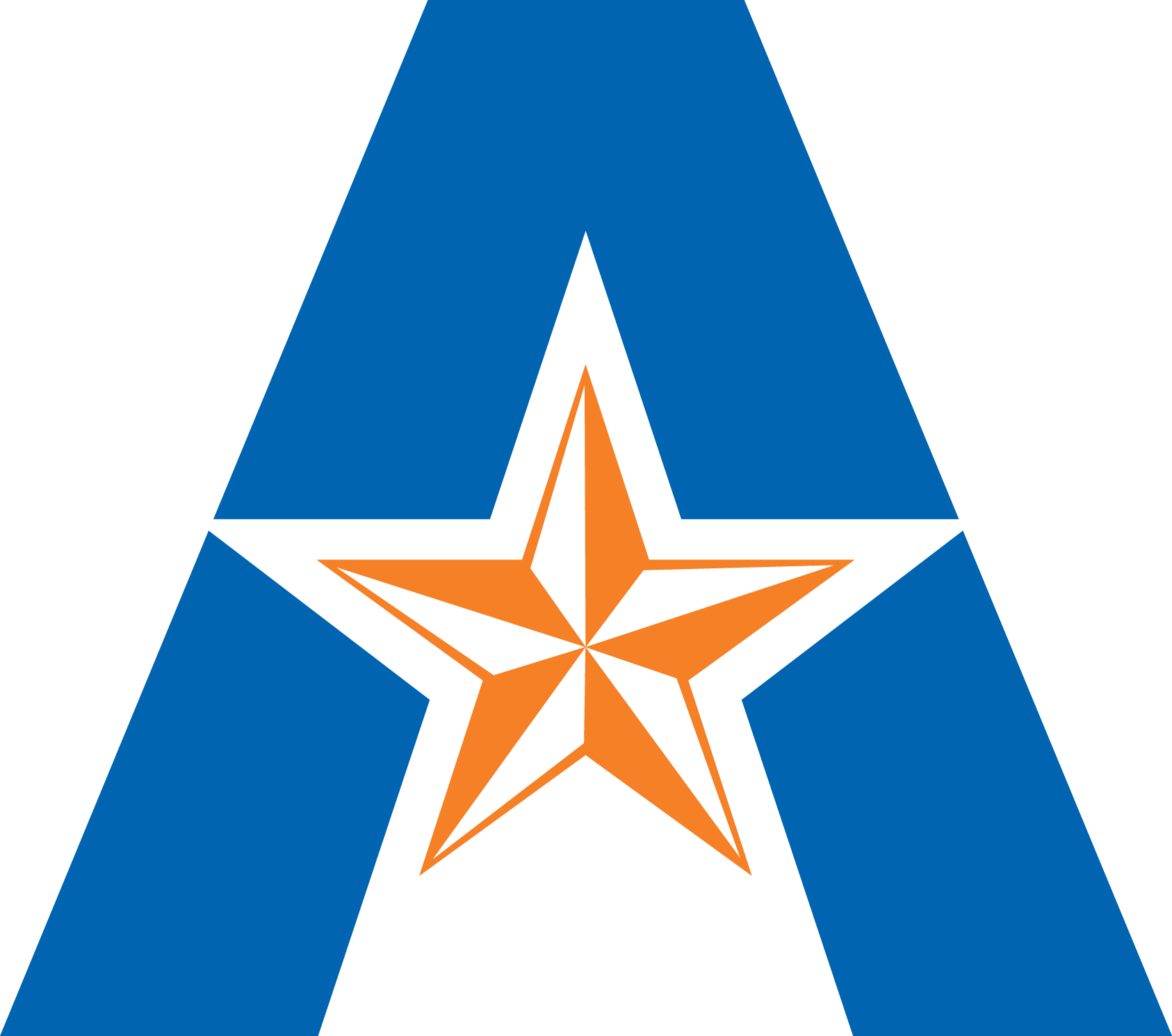
UTAロゴマーク

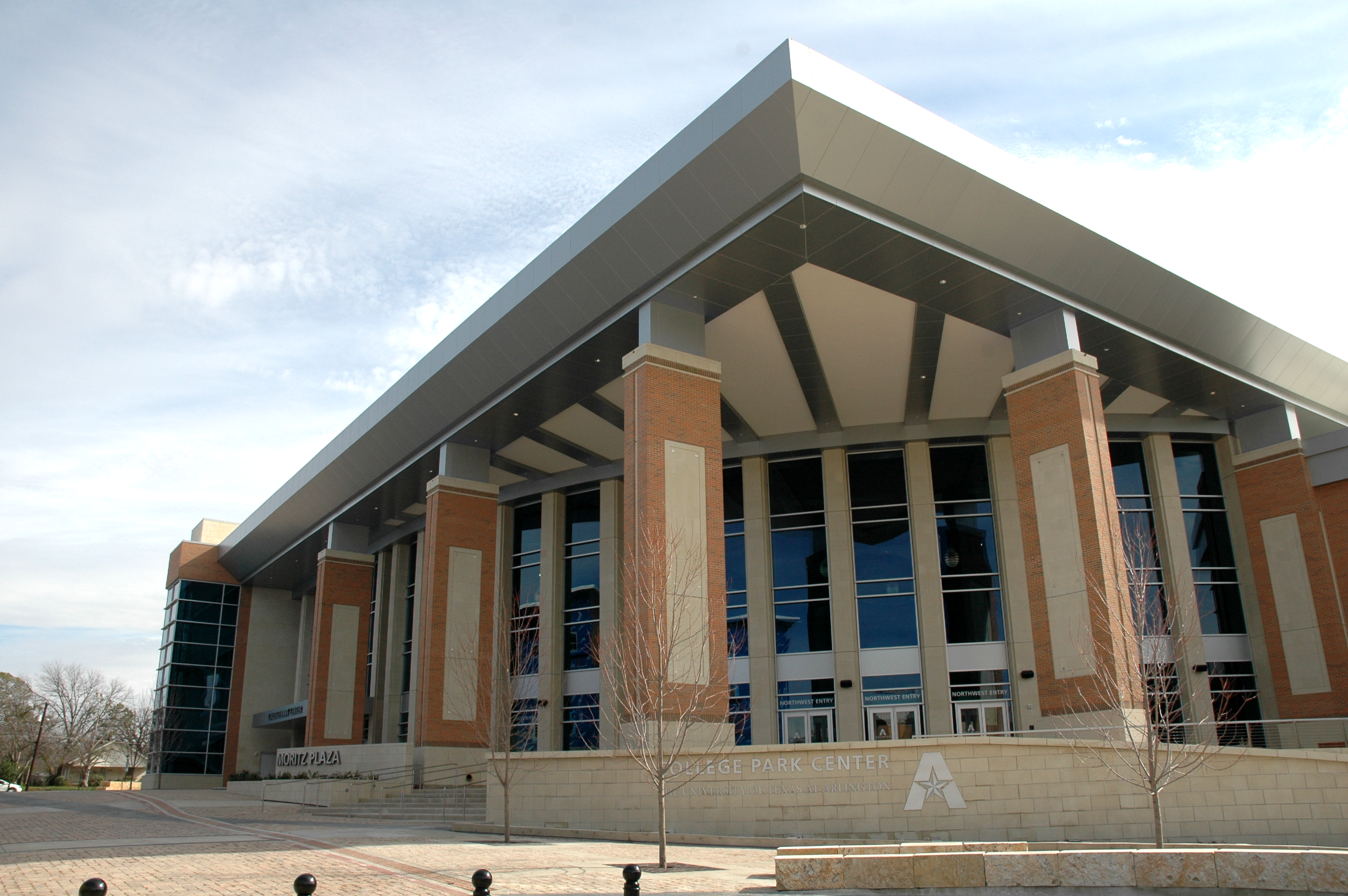
UTアーリントンカレッジパークセンター（英語：College Park Center）

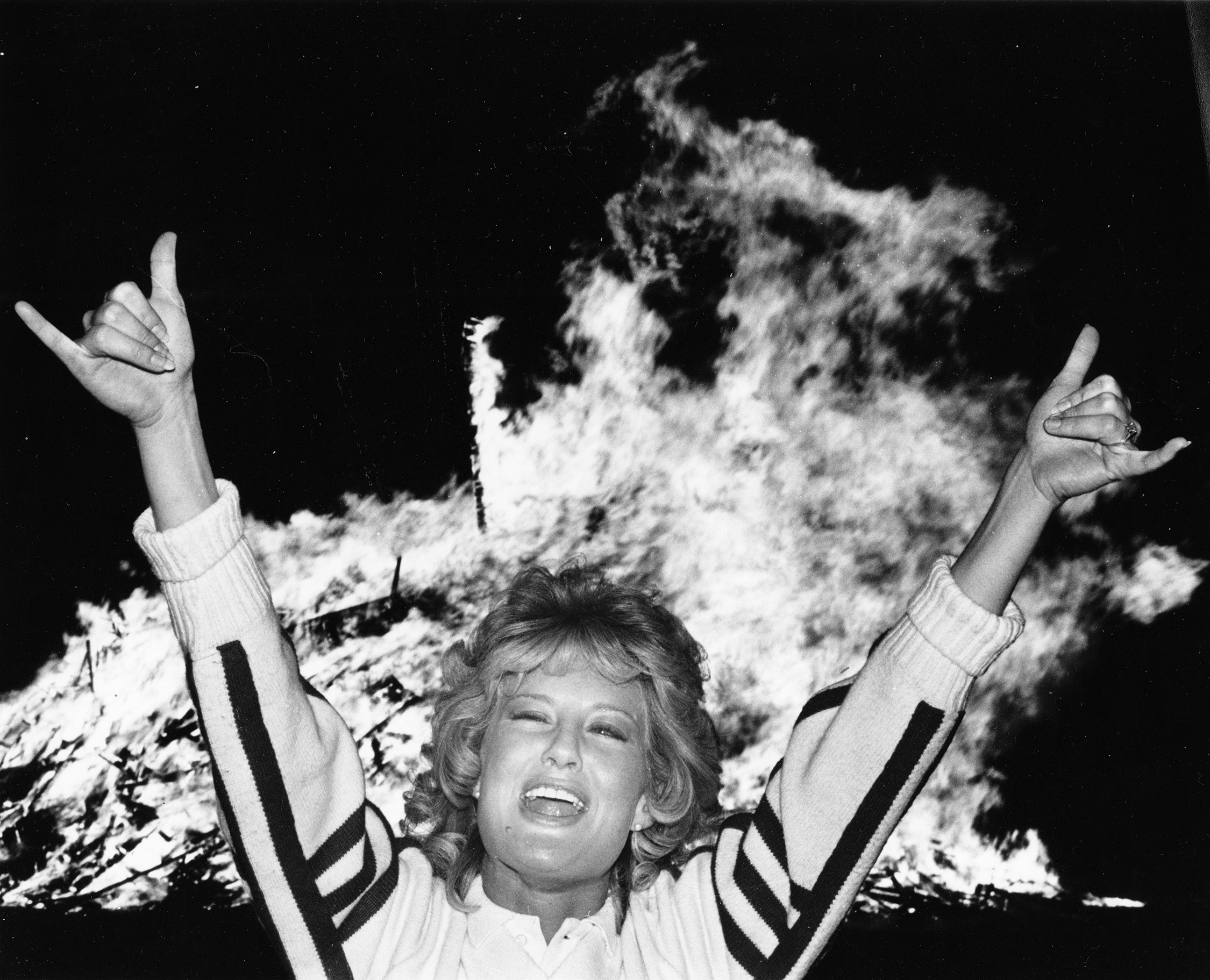
チアリーダーは、1985年のホームカミングデーのボーンファイアーにおいて、両手で「ゴーマッブ」のシンボルを示している。このシンボルは、 テキサス大学エルパソ校（英語：UTEP）の「 ピックアップ 」のシンボルと同じであるが、親指と薬指にる形がテキサス大学アーリントン校の象徴である「マーベリックス」の最初のアルファベットの文字「M」に類似しているため、このシンボルをテキサス大学アーリントン校のチームを表すために使用している。

テキサス大学アーリントン校のアスレチックチームは、大学の象徴であるマーベリックスとして知られている。この大学の象徴、マーベリックスは、1980年のダラスマーベリックス（英語：Dallas Mavericks）よりも前に、1971年に決定された。 テキサス大学アーリントン校は、サウスランドコンファレンス（英語： Southland Conference）のチャーターメンバーであった。テキサス大学アーリントン校は、1998年に最初に授与されて以来、サウスランドコンファレンスのコミッショナーズカップで3回優勝した。コミッショナーズカップは、すべての男性と女性のイベントを含むすべてのコンファレンスイベントの中で、最高の総合的なパフォーマンスを発揮する陸上競技プログラムに授与される。
テキサス大学アーリントン校のバスケットボールチームとバレーボールチームは、2012年2月1日に女子/男子バスケットボールのダブルヘッダーでオープンしたカレッジパークセンター（英語：College Park Center）で競技した。この新しい競技場は、スポーツイベントのために約7,000人のファンを収容し、推定78ミリオンドルの費用がかかった。ジムベイカーは、同日にアスレチックディレクターとして就任した。
2012年7月1日、テキサス大学アーリントン校は、ウェスタンアスレチックコンファレンス（英語：Western Athletic Conference ）のメンバーとなった。WACでのシングルシーズンの後、マーヴェリックスは、2013年7月1日にサンベルトコンファレンス（英語：Sun Belt Conference ）に参加した。このコンファレンス間の転換は、大学のコンファレンスメンバーシップの継続的な再編成の後に行われる。

### バーシティスポーツ
テキサス大学アーリントン校は、野球（英語：baseball）、バスケットボール（男子および女子　英語：men's and women's）、テニス、ゴルフ、ソフトボール（英語：softball）、陸上競技、女子バレーボール（英語：women's volleyball）を含む15のNCAAディビジョンI（英語：NCAA Division I ）イベントに対して、チームまたは競技者を構成して競技に参加している。
バレーボールは、 1989年のNCAAバレーボールファイナル４（英語：1989 NCAA Volleyball Final Four）に進出することで、大学史上最大のチーム成功を収めた。女子バスケットボールチームは、2005年と2007年のNCAAトーナメントで競技した。男子バスケットボールチームは、2008年にNCAAトーナメントに初出場し、第1ラウンドで第1シードのメンフィス（英語：Memphis）に敗れた。メンフィスは、その後に、2007ー2008のシーズンにおいて、すべての勝利を得ることはできなかった。男子バスケットボールチームは、2016ー2017のシーズン中に、3回目のナショナルインビテーショントーナメント（英語：National Invitation Tournament）の出場権を獲得し、準々決勝に進んだ。準々決勝には、BYUでの勝利と、大勢の観衆の前でのカレッジパークセンターでの2つのホームゲームが含まれていた。 2011年から2012年にかけて、男子チームはナショナルインビテーショントーナメントに進出し、開幕戦の非常に競争の激しい試合でホームコートのワシントンハスキーズ（英語： Washington Huskies）に敗れた。
テキサス大学アーリントン校は、1985年のシーズン後に中止されるまで、マーベリックスタジアム（英語： Maverick Stadium）でプレーするテキサスアーリントンマーベリックフットボールチーム（英語：Texas–Arlington Mavericks football）を擁立した。当時の学生数は23,100人だったのに対して、5,600人という少ない平均参加者数であり、大学の管理者は約1ドルの大きな経済的損失を指摘しました。このプログラムは大学の補助的な企業収入によって賄われていたが、他の14のスポーツは、サッカーのチームが総運動予算の半分を占めていたため、資金が不足していた。サッカーのチームの再開について定期的に話し合いが行われていたが、大学制度上の優先事項としては注目を集めてはいなかった。

### チアリーダー
テキサス大学アーリントン校の小規模な男女共学のチアリーダーチーム（英語：cheerleading）は、競争が激しいディビジョンIにおいて、長年にわたり高いレベルを維持した。テキサス大学アーリントン校のチームは、2010年、2014年、2015年、2016年、2017年、および2018年に全国チアリーダー協会（英語：National Cheerleaders Association）大学全国チャンピオンに輝いてる。

### スポーツのライバル関係

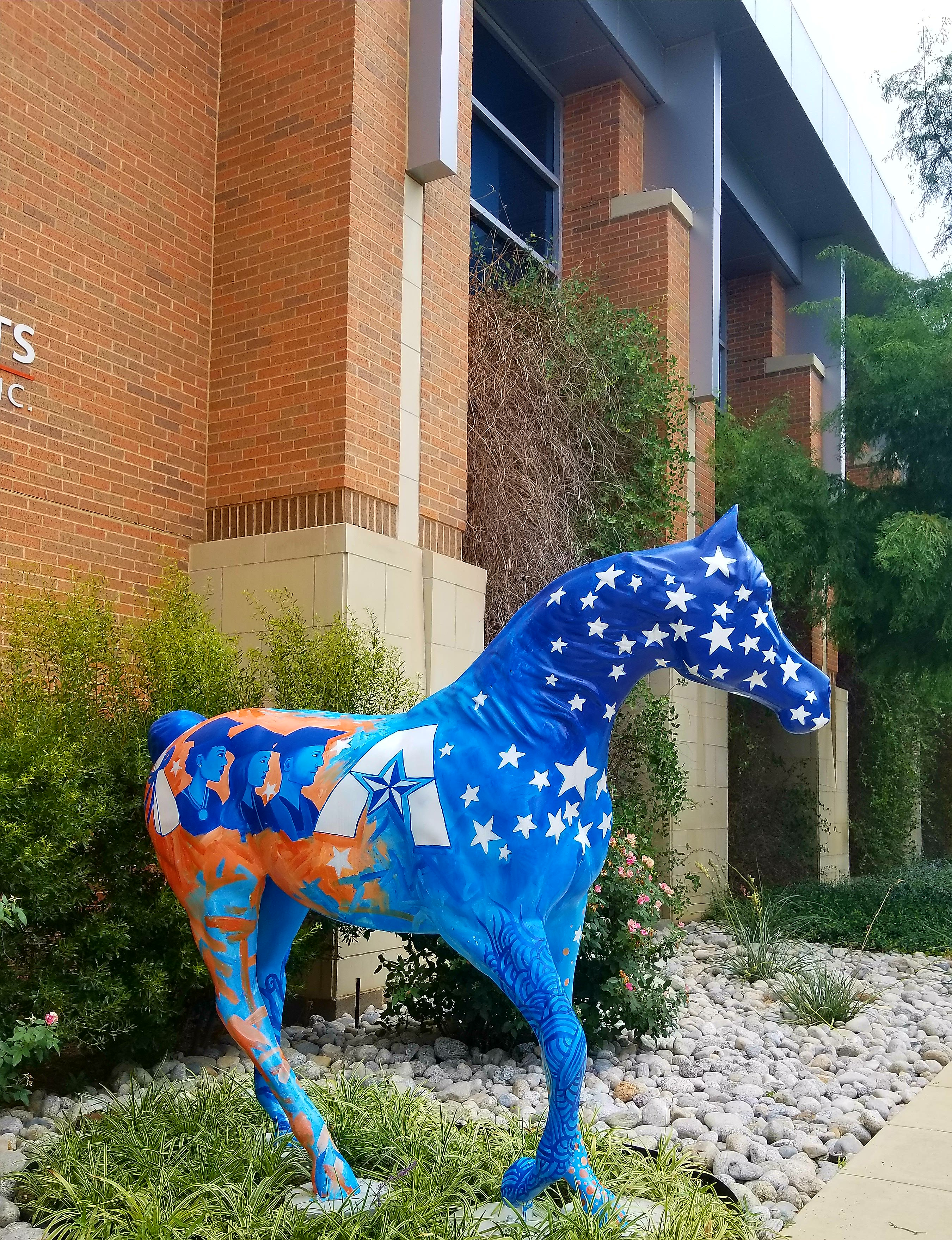
カレッジパークセンターのスピリットホース

セントラルテキサス（英語：Central Texas）のピア関係であるテキサス州立ボブキャッツ校は、1987年にさかのぼる主要な競技におけるライバルであり、3つの異なる競技に同時に参加している。 2016〜2017年のシーズンの終わりの時点で、テキサス大学アーリントン校は、男子バスケットボール（36ー33）、バレーボール（42ー35）、ソフトボール（61ー59）、サッカー（2ー0）の全シリーズをリードした。テキサス州立ボブキャッツ校は、女子バスケットボール（31–39）と野球（43–66）でリードした。
テキサス大学アーリントン校はまた、ノーステキサス大学（英語：University of North Texas）ミーングリーン校と、公的な競技外においても、比較的激しいのライバル感を維持している。 これら2つの大学間の定期的なスポーツイベントは、それぞれのチームにとって最も参加者の多いイベントの1つである。最も長く続いているスポーツイベントは、1925年に始まった男子バスケットボールである。
テキサス大学アーリントン校において、最も期待されている野球のライバルのチームの1つは、 TCUホーンドフロッグス（英語：TCU Horned Frogs）である。テキサス大学アーリントン校のチームとTCUホーンドフロッグスは、同じタラント郡（英語：Tarrant County）に位置し、これらの2つのチームの試合には、毎年多くの人々が両方の大学側から観戦している。 2013年のアーリントンのグローブライフパーク（英語：Globe Life Park in Arlington）での、これら2つのチームの対戦における観戦者は、合計で4,015人であった。クレイグールドボールパーク（英語：Clay Gould Ballpark）において最も多くの観戦者を有した試合のトップ9のうちの5つは、TCUホーンドフロッグスが訪問チームとして参加した試合である。
2013年において、テキサス大学アーリントン校がサンベルトのメンバーシップに参加して以来、アーカンソー州立レッドウルブズ、ルイジアナ-ラファイエットラギンケイジャン、ルイジアナ-モンローウォーホークスらが、テキサス大学アーリントン校のライバルとなった。これらのチームは、テキサス大学アーリントン校がサンベルトに所属しているあいだ、さまざまな見解においてサウスランドコンファレンス（英語：Southland Conference）のメンバーであった。

## 著名な出身者、在籍者
- トレイ・ヒルマン（元カンザスシティ・ロイヤルズ、北海道日本ハムファイターズ監督、現ヒューストン・アストロズベンチコーチ）
- アダム・ムーア (クリーブランド・インディアンスの捕手)
- ジョン・ラッキー（セントルイス・カージナルスの投手）
- ダグ・ラッセル (元アメリカ代表競泳選手、元100mバタフライ世界記録保持者、メキシコシティオリンピック金メダリスト)
- ハンター・ペンス（サンフランシスコ・ジャイアンツの外野手）
- マイケル・チョイス（テキサス・レンジャーズの外野手）
- カルパナ・チャウラ （スペースシャトル・コロンビアの乗組員）
- ロバート・ステュアート（NASAの宇宙飛行士、アメリカ陸軍少将、アメリカ陸軍初の宇宙飛行士)
- ロナルド・フライヤー（ ハーバード大学教授、経済学者)
- ルー・ダイアモンド・フィリップス（俳優：『ラ★バンバ』、『ヤングガン』、『ヤングガン2』等）
- 稲森いずみ（女優、ESLに在籍）
- タケシ・フジワラ (陸上競技選手，男子 400m 2004年アテネ五輪エルサルバドル代表)
- ランディ・スノー（元パラリンピックアスリート、テニス、陸上競技、バスケットボール選手、実業家）
- 福盛進也 Shinya Fukumori（ドラマー、作曲家、音楽プロデューサー）